# Sajó (folyó)
A Sajó (szlovákul: Slaná, németül: Salz, Salza vagy Salzbach) Kelet-Szlovákia és Északkelet-Magyarország egyik legnagyobb folyója, a Tisza jelentős mellékvize.

## Leírása

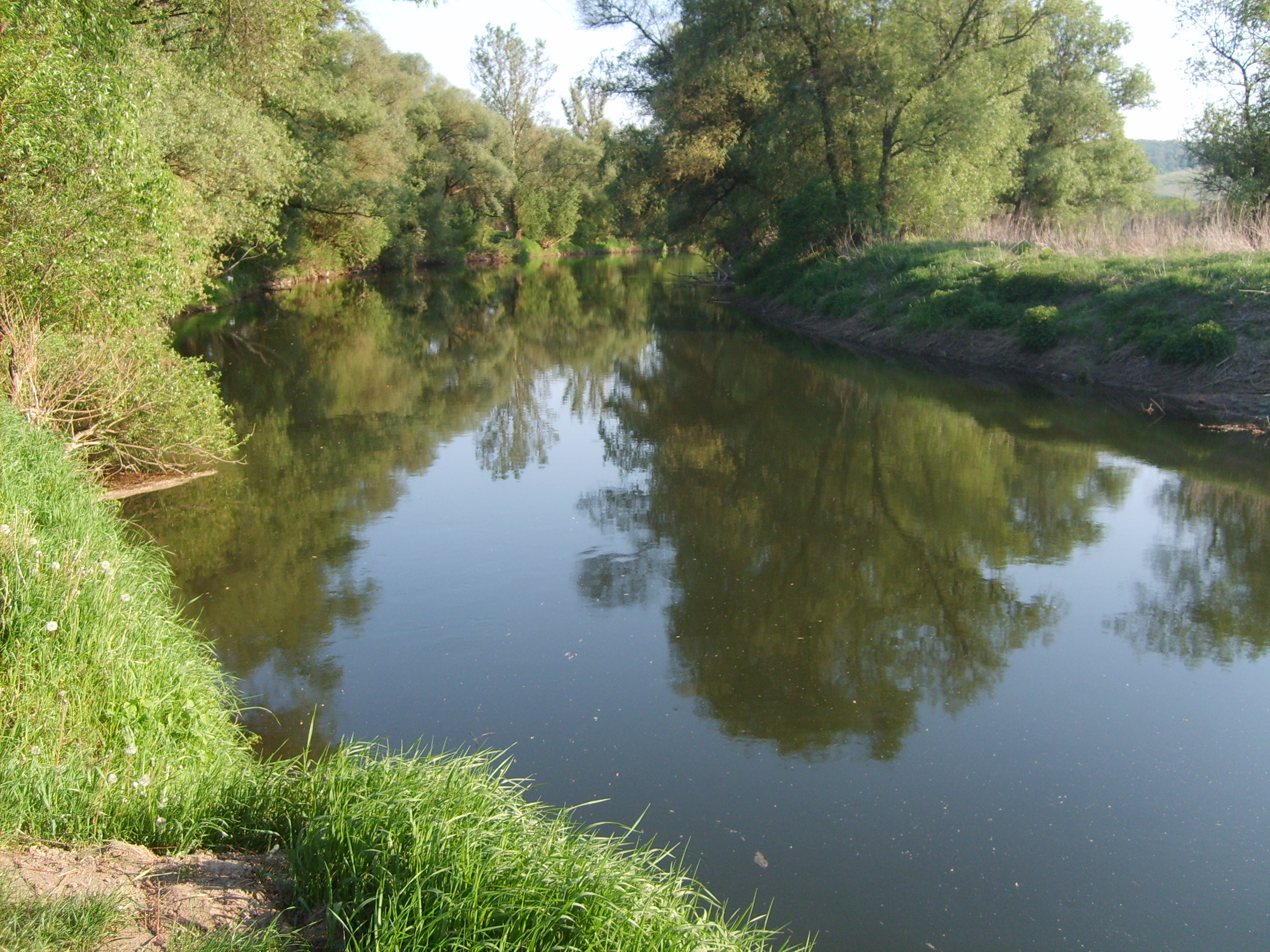
A folyó Sajópüspökinél

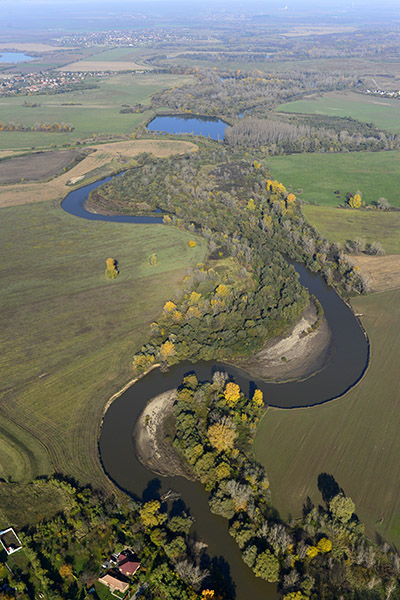
A Sajó légi felvételen

Magyarország kilencedik legbővebb vizű felszíni vízfolyása a Duna, Tisza, Dráva, Mura, Maros, Hármas-Körös, Szamos, és a Bodrog után (nem feltétlenül ebben a sorrendben). Szlovákiában a Gömör–Szepesi-érchegységben ered, Dobsinától nem messze, de másik völgyben: a Sztolica nevű hegy (1476 m) alatt, mintegy 1300 méteres tengerszint feletti magasságban. A fenyőkkel sűrűn benőtt hegyoldalról gyorsan leszalad, hogy aztán kis folyócskává (vagy igen bővizű patakká) cseperedve máris kiléphessen az emberek által megművelt földekre. Ezután sorra veszi fel rohanó mellékvizeit a fő közlekedési útvonal mentén kanyarogva.
Partján fekszik Rozsnyó (Rožňava) városa. Innen kicsit délre, Pelsőc (Plešivec) előtt töri át a karsztot. Jobbra a Pelsőci-, balra a Szilicei-fennsíkot találjuk. Ezek meredeken törnek le a folyóvölgybe. Az így átszakított hegység jellegzetes képe műholdas felvételen is könnyedén felismerhető. Pelsőcnél balra kanyarodva, pár kilométer megtétele után találjuk Domica, és már a magyar oldalon Aggtelek és Jósvafő cseppkőbarlang-rendszerét. A folyó azonban délkeleti irányban halad tovább, egészen jobb oldali mellékfolyójával, a Rimával való találkozásáig. Velkenye alatt ömlik a Sajóba, így növelve az anyafolyó vízhozamát átlag 14-ről 21,6 m³/mp-re. Az Ózd térségében található Sajópüspöki mellett lépi át a magyar határt. Itt hirtelen nagy mértékben csökken a mederesés, a szélesség pedig a magyar szakaszra jellemzően megnő. 800 méteren keresztül határfolyó Szlovákiával.
Szlovákiai szakaszának hossza 98 km. Teljes hossza a szabályozások óta valamivel kevesebb mint 223 km; ebből magyarországi szakaszának hossza 124 km. Tiszaújváros és Tiszagyulaháza között éri el a Tiszát. Szélessége a magyar szakaszon általában 20 és 80 méter közé esik. Átlagmélysége sebes folyása miatt a felsőbb magyarországi szakaszon 0,8–1,2 méter körüli, ám ez a torkolat előtt néhol elérheti a 3,6 métert is. Vízgyűjtő területe 12 708 km² (néhány helyen a Hernádé nélkül számolják, miközben azt ettől függetlenül ott is a Sajó mellékvizének tekintik). Átlagos vízhozama 60-65,6 m³/mp. Hordaléka jelentős mennyiségű kavics valamint iszap. A Sajó középszakasz jellegű, a kanyarulat-fejlettségi viszonyokat tekintve a magyarországi szakasza közepes fejlettségű meanderező (S=1,78) típusba sorolható, esése a Hernád torkolatig viszonylag nagy (50–70 cm/km), onnan a torkolatig fokozatosan csökken. A hazai Sajó szakasz hossza, azzal együtt pedig a kanyarulatok fejlettsége fokozatosan növekszik, miközben a meanderezés egyre keskenyebb sávra korlátozódik. Egyre több új kanyarulat alakul ki, ezek azonban a fejlettség kezdeti stádiumában vannak, míg az érett kanyarulatok száma fokozatosan növekszik. A Sajó hazai szakaszán az 1930-as években készültek előzetes tervezetek az összefüggő szabályozási munkálatok és a folyó hajózhatóvá tételére vonatkozóan, azonban a II. világháború során felmerült költségek átcsoportosítása miatt az elképzelések jelentős része csupán terv maradt, így napjainkban a Sajó folyó a borsodi iparvidékhez közeli szakaszai kivételével csak részben szabályozott. Több ponton létesítettek középvízi szabályozási műveket, melyek célja főként a homorú part biztosítása, valamint a közeli hidak, utak, vasútvonalak védelmét szolgálta. A gyakran nem megfelelő módon és helyen kialakított védműveket azonban a Sajó több helyen kikezdte vagy elrombolta, így nagy kiterjedésű árvízvédelmi töltések hiányában a folyó egyes szakaszain napjainkban is intenzív s szabad kanyarulatfejlődés zajlik. Bár átvágták néhány kanyarulatát a mederszabályozások folytán, a brutális változtatásoktól megmenekült (például korábban tervbe volt véve hajózhatóvá tétele a borsodi megyeszékhely és a Tisza között).
Régebbi hagyományokat újraindítva 10 éven át a Sajón rendezték meg a Magyarországon egyedülálló, évente esedékes vadvízi evezést Miskolc határában. Utoljára 2009-ben került rá sor. A folyó vízgyűjtőjén látogatásra, említésre érdemes természeti és építészeti értékek sokaságát találjuk.
Az 1965 és 1990 közti miskolci városcímer négy hullámvonalából az egyik a Sajót jelképezi.

## Nevének eredete
A „só” és a folyót jelentő régi magyar „jó” szó összetétele. (Finnugor nyelvekben eredetileg a „jo” szó élt "folyó" jelentésben. Finnül még ma is használatos a „joki”, magyarban pedig csak földrajzi nevek, így  a Sajó mellett a Hejő, a Berettyó neve őrzi.) A folyó egyik ága az úgynevezett Sós-völgyből (Slanská dolina) ered, innen a folyó Sav (só) + jó (patak) neve, az Árpád-kori nyelvállapotnak megfelelően. Szlovák neve, a Slaná is „sós folyót” jelent.
Másik lehetséges eredete az ótörök čaj (kis folyó), amely az ótörök-magyar viszonylatban gyakori č-s hangmegfelelés egyik példája is.

## Főbb mellékvizei

### Szlovákiában

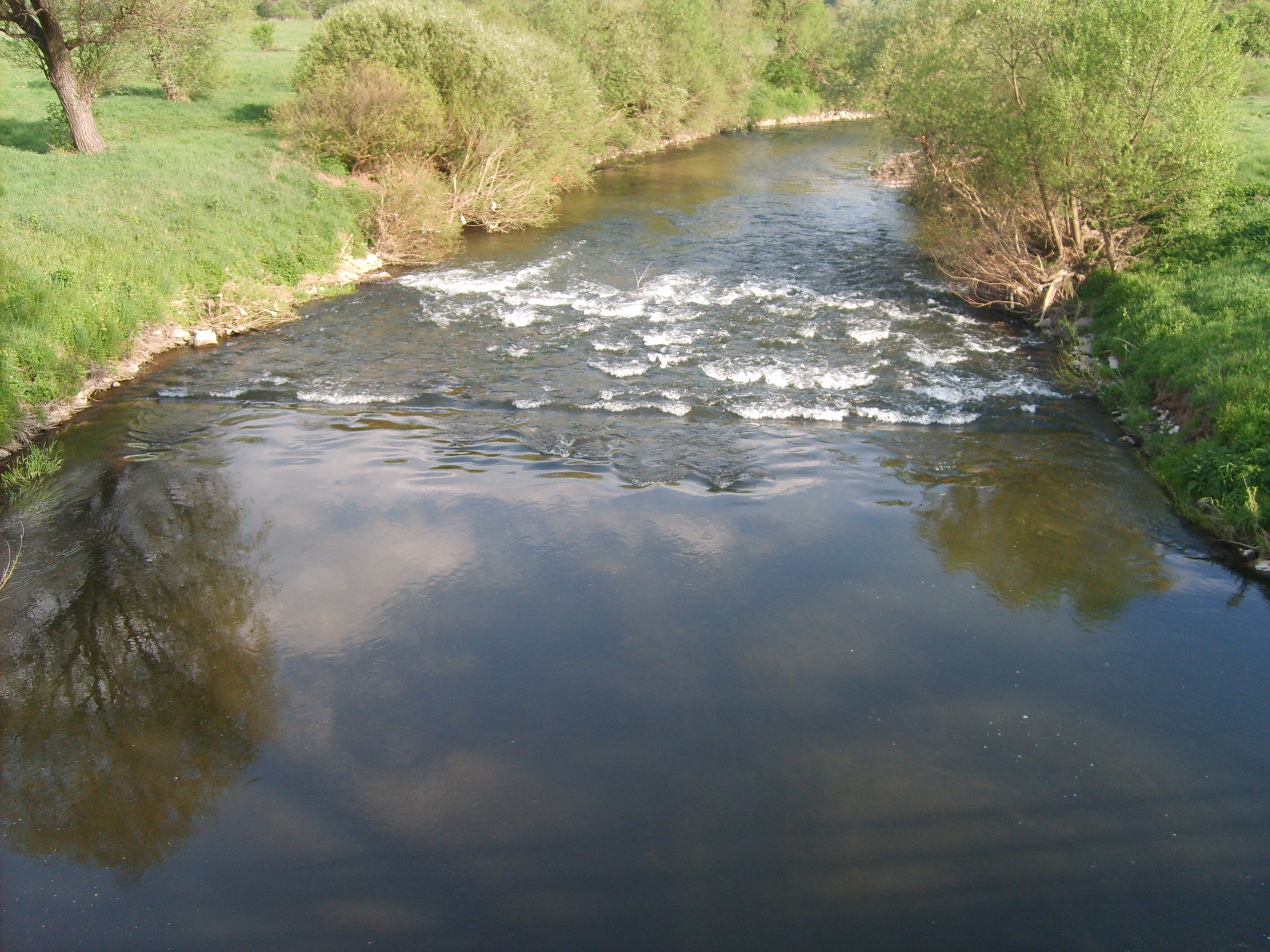
A Rima folyó

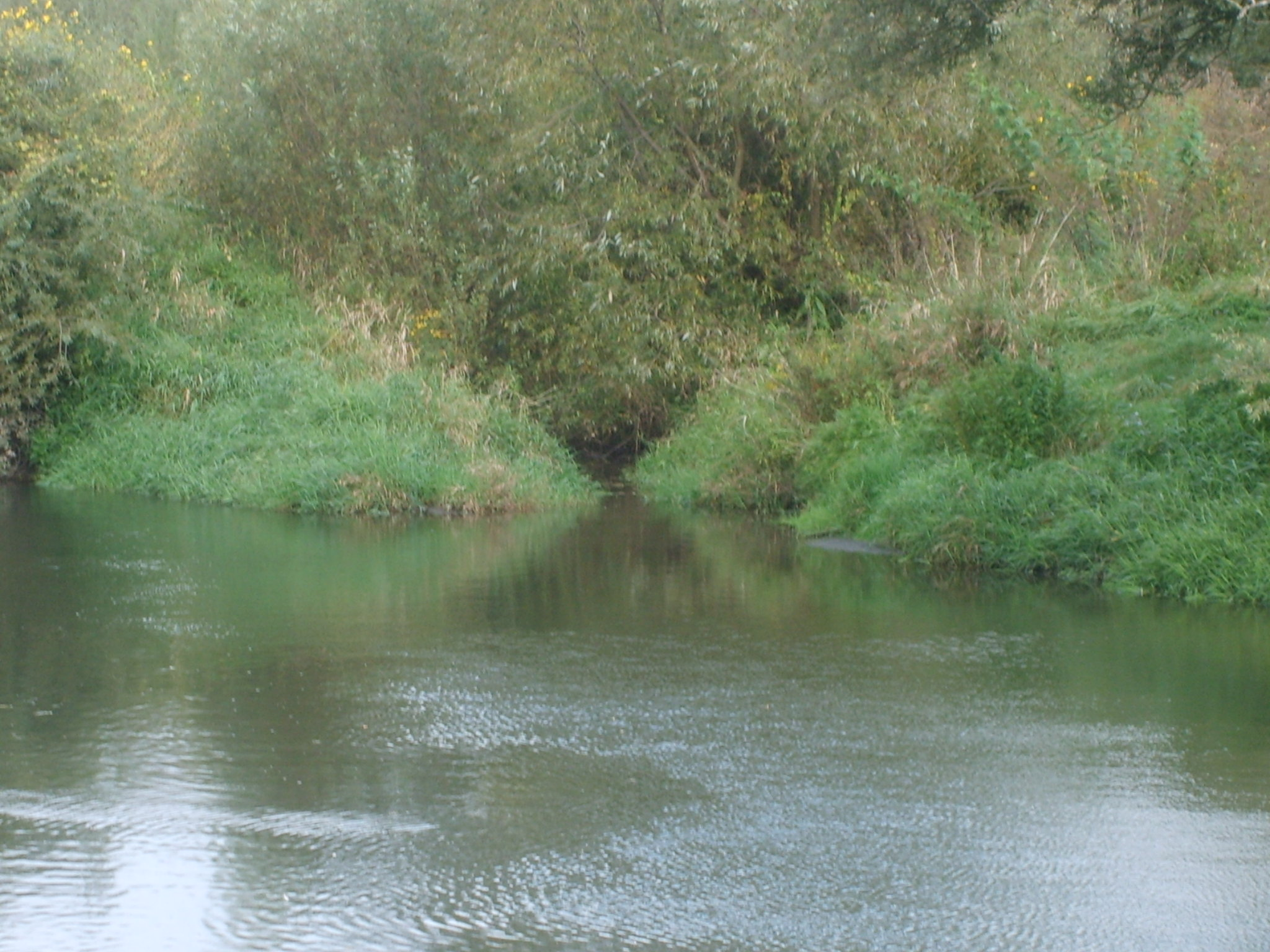
A Keleméri-patak torkolata

- Dobsina patak (15,5 km; 57 km2). Bal oldalon
- Csermosnya-patak (29 km). Bal oldalon
- Csetnek (32,8 km; 229,6 km2). Jobb oldalon
- Murány (Jolsva; 48,8 km; 413,2 km2). Jobb oldalon
- Turóc (45 km; 370,5 km2) . Jobb oldalon
- Rima folyó (90 km; 1379,6 km2; 7,6 m3/s). A szlovákiai szakaszon az egyetlen folyó, ami a Sajóba ömlik. Velkenye alatt jobb oldalon.

### Magyarországon
- Keleméri-patak (15,6 km; 60,3 km2; 0,15 m3/s). Bánrévei Vízmű és Sajónémeti között bal oldalon.
- Hangony-patak (30,9 km; 295,2 km2; 0,7 m3/s). A folyó Magyarországi szakaszán az első jelentősebb mellékvíz. Sajónémetinél jobb oldalon.
- Mercse-patak (10,6 km; 68 km2; 0,16 m3/s).
- Szörnyűvölgyi-patak (6 km; 10,3 km2; 0,04 m3/s). Putnoknál balról.
- Zsuponyó-patak (7,5 km; 17 km2).
- Bán-patak (23,9 km; 260,3 km2; 0,9 m3/s). Vadna mellett, jobb oldalon.
- Tardona-patak (18,9 km; 47,2 km2; 0,126 m3/s).Kazincbarcika alatt, jobb oldalon.
- Alacska-patak (10 km2; 0,02 m3/s) Sajószentpéter, jobb oldalon.
- Nyögő-patak (15,5 km; 86,1 km2; 0,224 m3/s). Sajószentpéter belterületén, jobb oldalon.
- Szuha-patak (40 km; 211,6 km2; 0,45 m3/s). Kazincbarcika és Sajószentpéter térségében, két ággal, bal oldalon.
- Bábony-patak (9,5 km; 26,9 km2; 0,053 m3/s). Sajóecseg, jobb oldalon.
- Bódva folyó (110,7 km; 1727,3 km2; 9 m3/s). Boldva község alatt, bal oldalon.
- Szinva (18,5 km; 159,4 km2; 0,733 m3/s). patak. Miskolc város alatt, jobb oldalon.
- Kis-Sajó (20,9 km; 85,8 km2; 0,16 m3/s). Bal oldalon. 15 km hosszú mellékág. Boldva községnél ágazik ki, s Felsőzsolcáig tart.
- Hernád folyó (282,2 km; 5436,4 km2; 32,16 m3/s). Ónodnál, bal oldalon.
- Takta (63,8 km; 620,6 km2; 1,627 m3/s). Kesznyétennél, bal oldalon.

## Sajó-parti települések
Szlovákiában
- Rozsnyó
- Tornalja
- Sajólénártfalva

Magyarországon

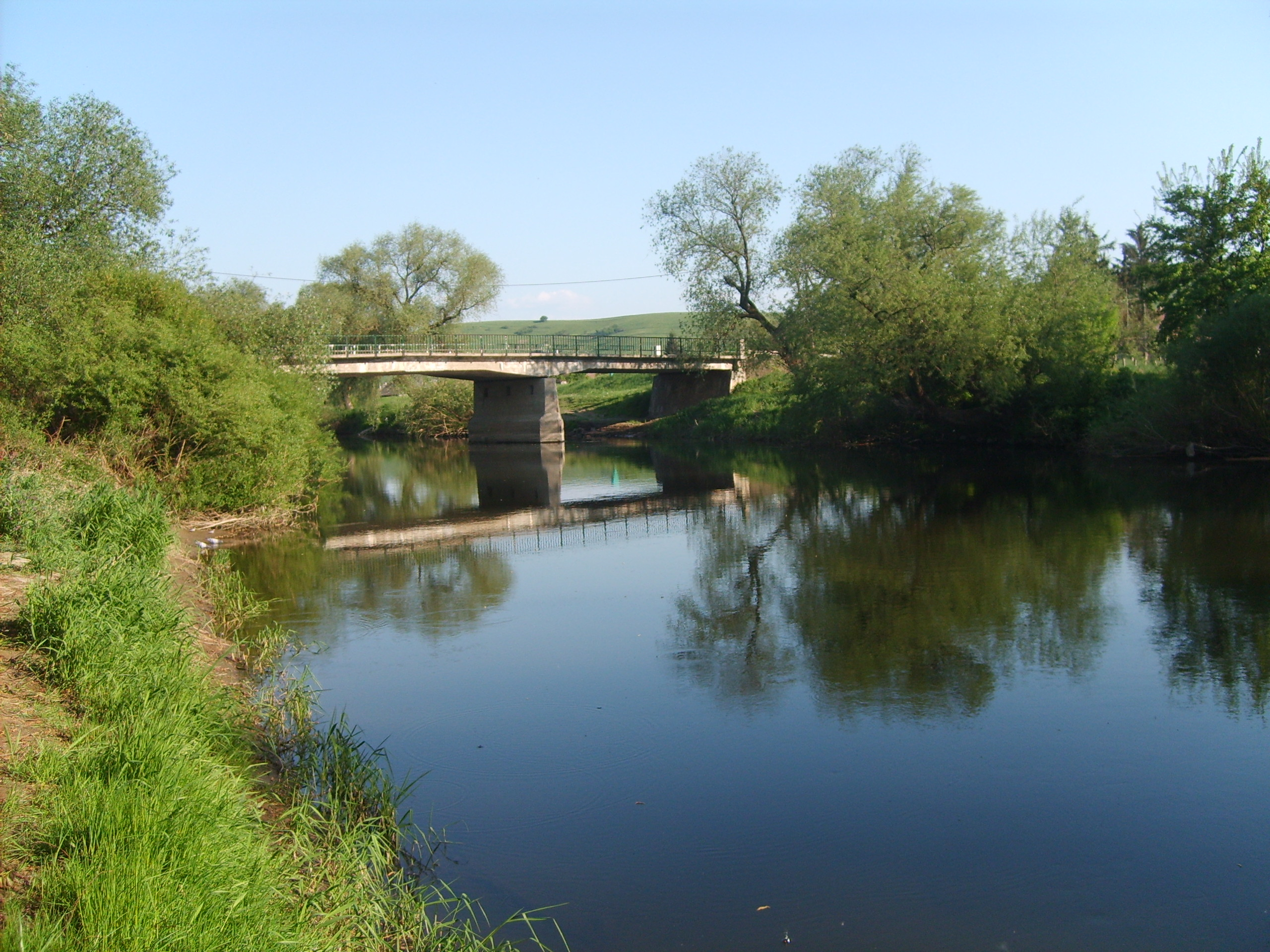
A Sajó Sajópüspökinél

- Partjára épültek Putnok, Kazincbarcika, Sajószentpéter, Sajókeresztúr, Szirmabesenyő, Felsőzsolca, Miskolc, Alsózsolca és Kesznyéten települések.
- Tiszaújváros mellett folyik a Tiszába.
- A Sajó tágabb értelemben vett völgyében találhatóak Nyékládháza, Edelény és Ózd városok is.

## Jelentősebb hídjai

### Szlovákiában
- vasúti híd Dobsinától délre;
- a 3032-es mellékút hídja Dobsinától délre;
- vasúti híd Oláhpataknál (Vlachovo);
- a 67-es főút hídja Gócsnál (Gočovo);
- a 3031-es mellékút hídja Alsósajónál (Nižná Slaná);
- vasúti híd Alsósajó vasútállomásától délre;
- a 67-es főút hídja Henckónál (Henckovce);
- vasúti híd Henckó és Veszverés (Gemerská Poloma) között;
- a 3028-as mellékút hídja, egy vasúti híd, illetve a 67-es főút hídja Sajóházánál (Nadabula);
- az 526-os főút hídja, a 67-es főút hídja és egy vasúti híd Rozsnyónál (Rožňava);
- a 3000-es mellékút hídja Berzéténél (Brzotín);
- a 16-os főút hídja és egy vasúti híd Berzététől délre;
- a 3009-es mellékút hídja Gombaszögnél (Gombasek);
- a 16-os főút hídja Vígtelkénél (Vidová);
- a 3023-as mellékút és az 587-es főút hídjai Pelsőcnél (Plešivec);
- a 16-os főút hídja Lekenyénél (Bohúňovo);
- a 16-os főút hídja és egy vasúti híd Csoltónál (Čoltovo);
- a 16-os főút hídja Tornaljánál (Tornaľa);
- az R2-es autóút hídja Tornaljától délre;
- a 2766-os mellékút hídja Méhinél (Včelince)
- és az 571-es főút hídja és egy vasúti híd Sajólénártfalvánál (Lenartovce).

### Magyarországon
- a 25-ös főút hídja Sajópüspökinél;
- a Miskolc–Bánréve–Ózd-vasútvonal hídja Serényfalva és Sajónémeti határán;
- a 2523-as út és a Füzesabony–Putnok-vasútvonal hídjai Putnok és Sajóvelezd között;
- a 26-os főút hídja Sajógalgóc és Vadna határán
- a Miskolc–Bánréve–Ózd-vasútvonal hídja szintén Sajógalgóc-Vadna között;
- a 2603-as út hídja Sajókazánál;
- a Kazincbarcika–Rudabánya-vasútvonal és egy iparvágánya két hídja Kazincbarcika és Szuhakálló közt;
- a 2606-os út hídja Kazincbarcika és Múcsony között;
- a 27-es főút hídja Sajószentpéternél;
- a 2618-as út és a Sajóecseg–Hídvégardó-vasútvonal hídjai Sajóecsegnél;
- a 2619-es út hídja Szirmabesenyőnél;
- a 306-os főút hídja Miskolc északkeleti határában;
- a 3-as főút, az M30-as autópálya, valamint a Budapest–Sátoraljaújhely-vasútvonal és a Felsőzsolca–Hidasnémeti-vasútvonal hídjai Miskolcon;
- a 3606-os út hídja Sajólád és Sajópetri között;
- és a 36 107-es út hídja Kesznyétennél.

## Vízminőség
Az elmúlt évtizedekben, mikor még a szlovák papírgyárak is üzemeltek, és Borsod-Abaúj-Zemplén megye az ország legjelentősebb nehézipari központja volt, a két főbb magyar iparvároson is átfolyó Sajó nagy mértékben szennyezett volt. Azóta jelentősen javult a helyzet a Felvidéken és idehaza is, rengeteget tisztult a víz, inkább az illegálisan partra hordott nagy mennyiségű kommunális hulladék okoz gondot. A vízminőség javulásának hatására manapság egyre többen adják fejüket evezős túrákra a folyón.
2022 tavaszán a szlovákiai Alsósajó mellett, a 2008-ban bezárt Siderit vasműhöz tartozó vasércbánya felhagyott tárnáinak maradványkőzetéből kimosódott és az ennek következtében vas-oxiddal szennyezett víz miatt a folyó középső, 15 km-es szakaszának teljes élővilága kipusztult.  

## Képek

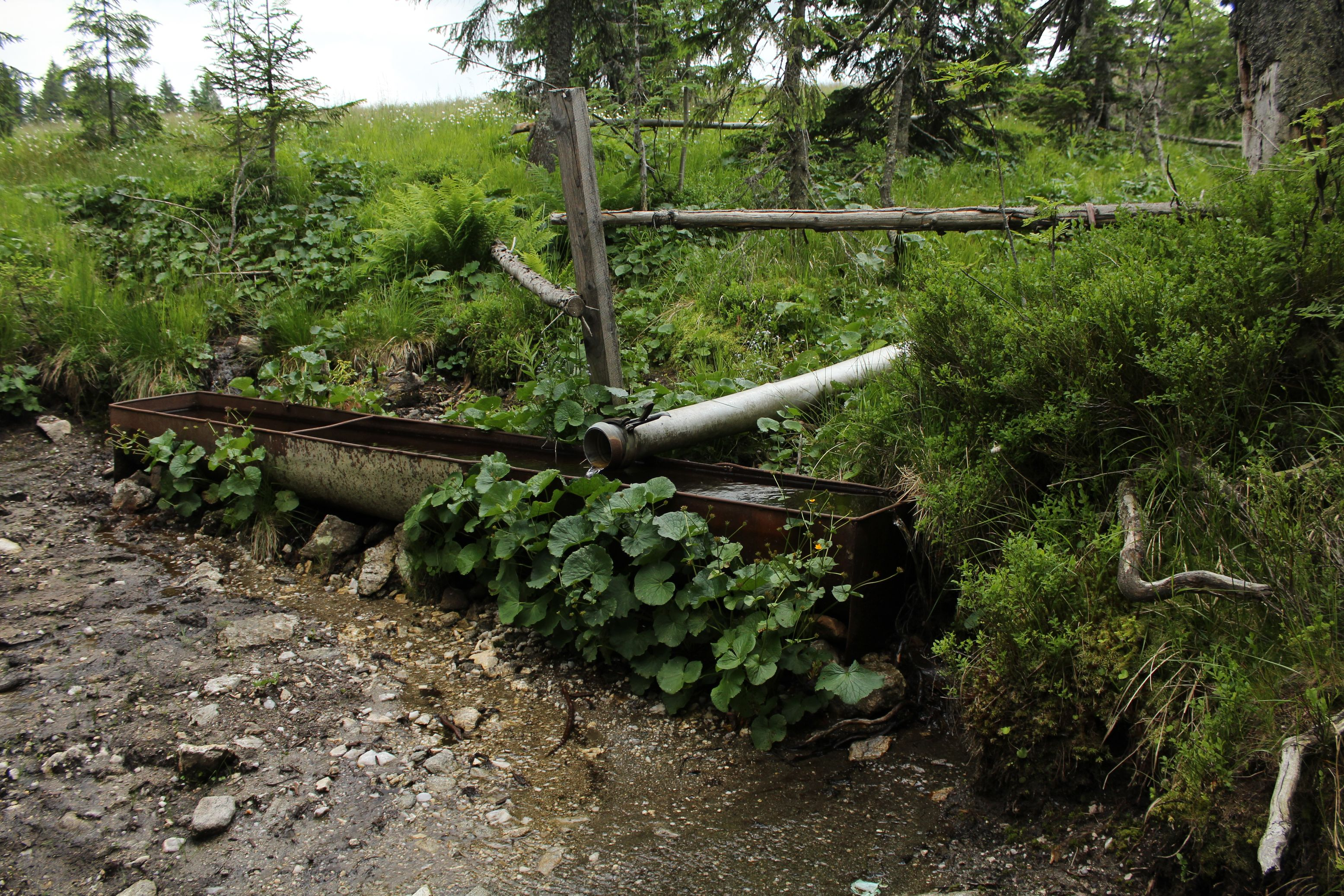
A Sajó forrása a Sztolica csúcsa alatt
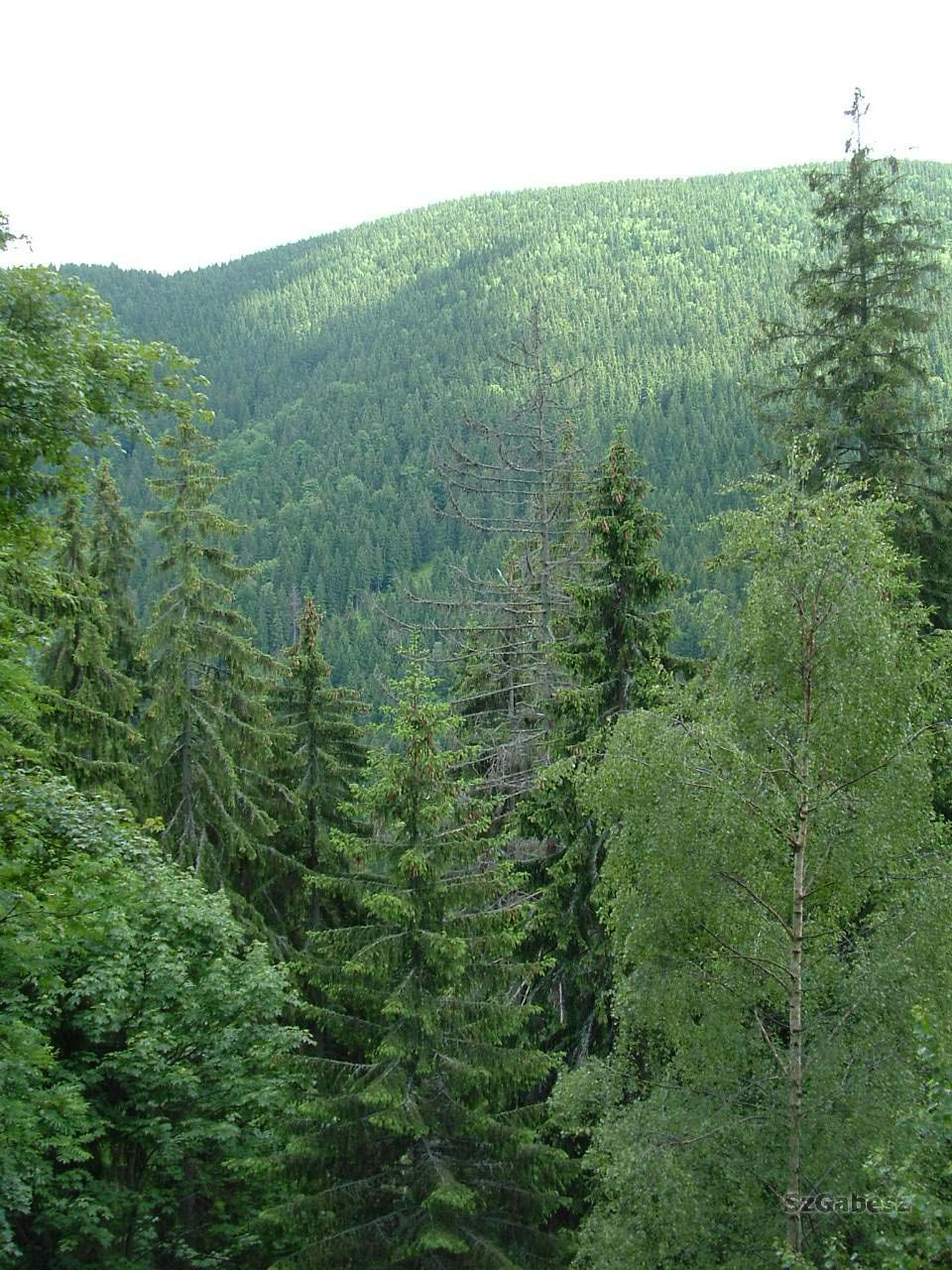
A Sajó forrásának völgye
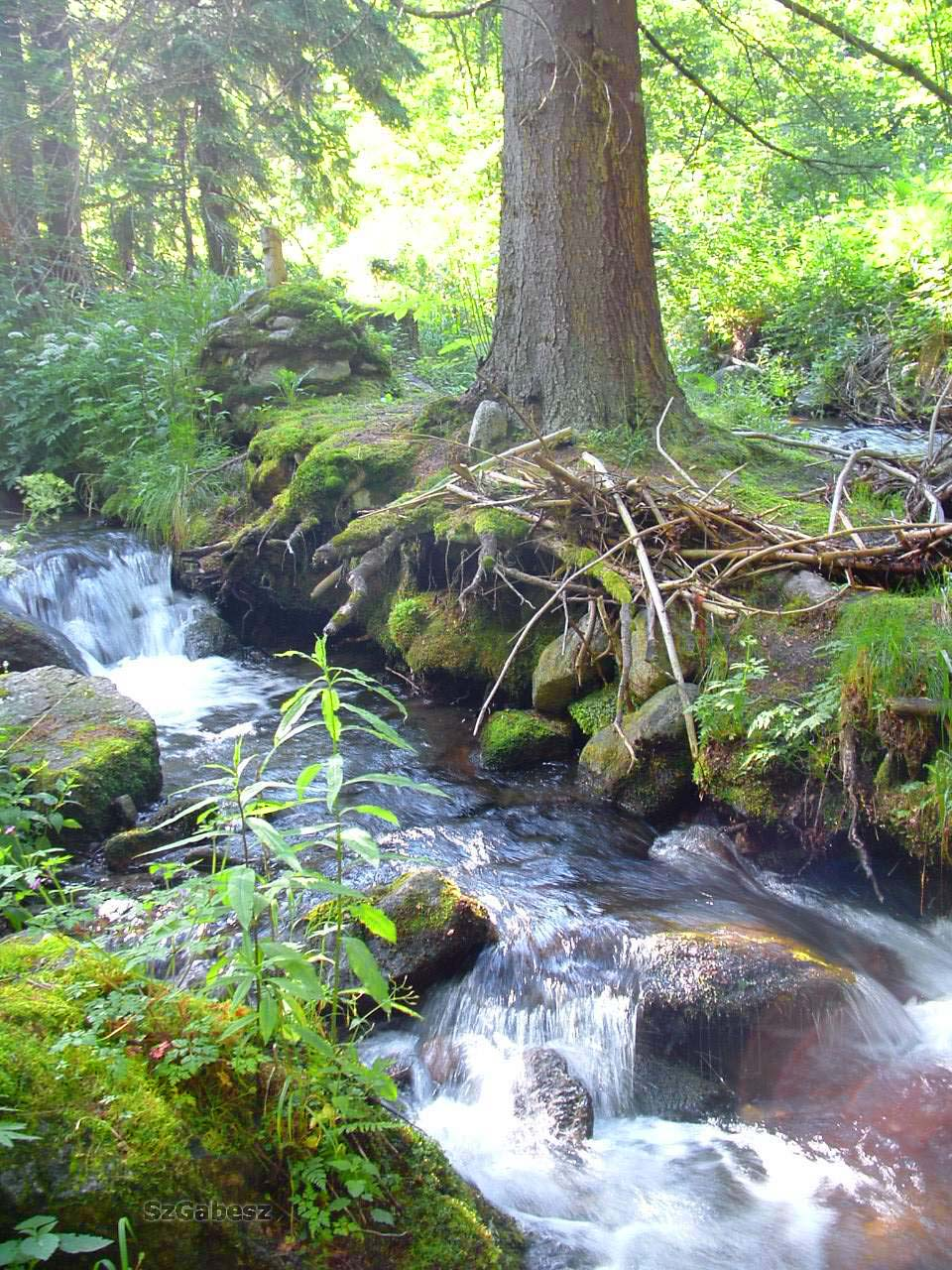
A Sajó, forrásától nem messze
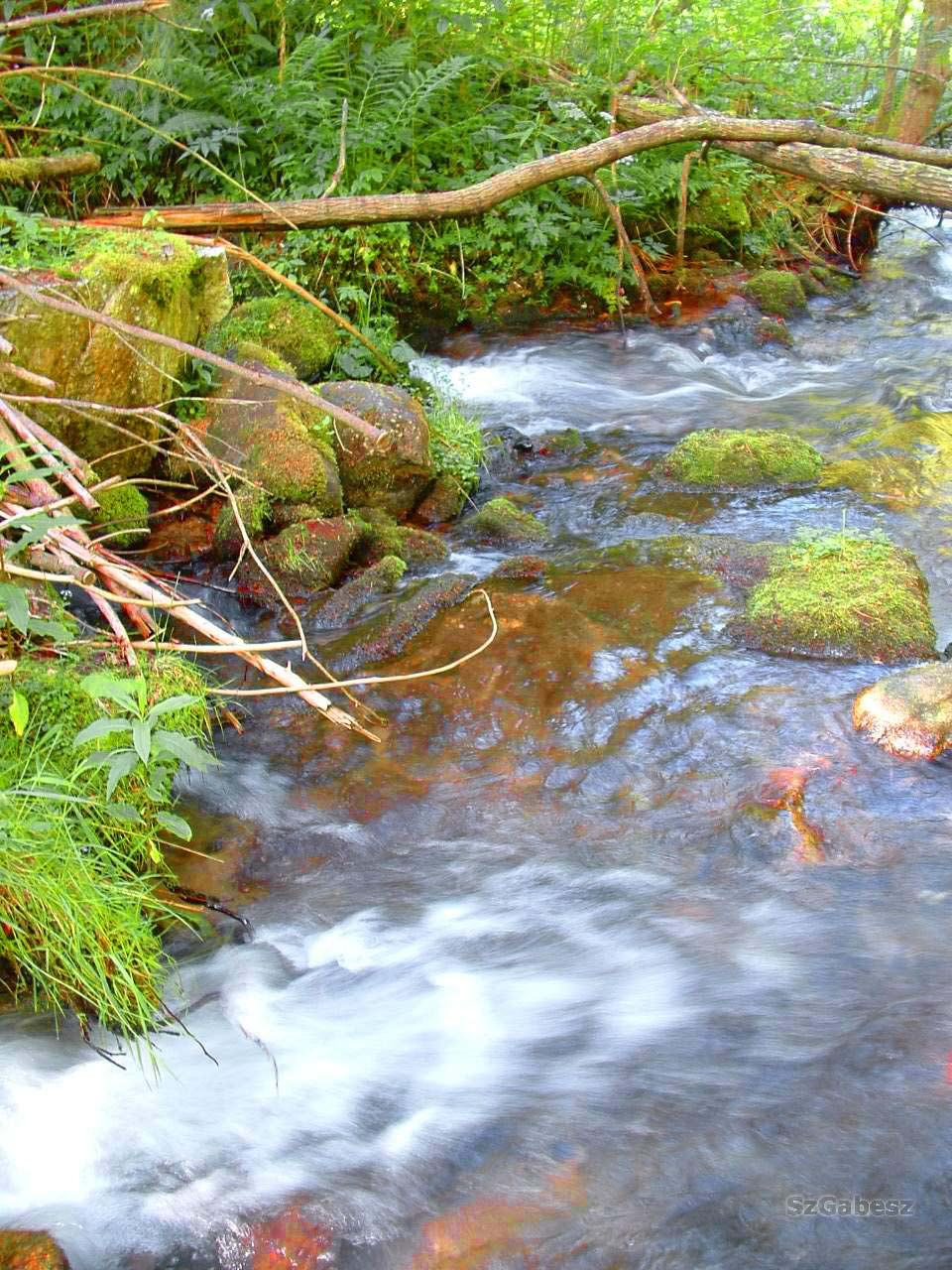
A Sajó és a Trstenik találkozása
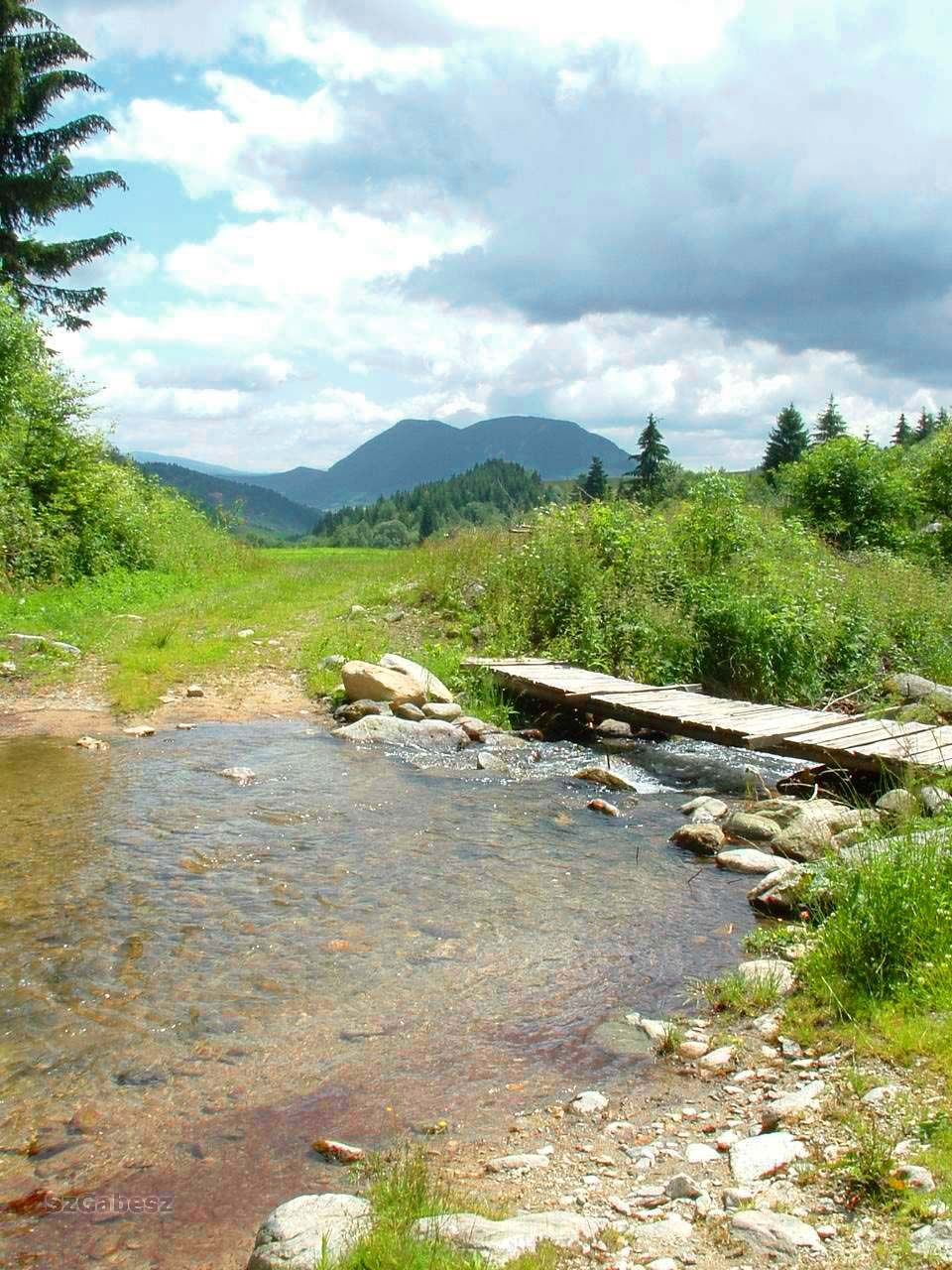
A Sajó felső szakasza Szlovákiában
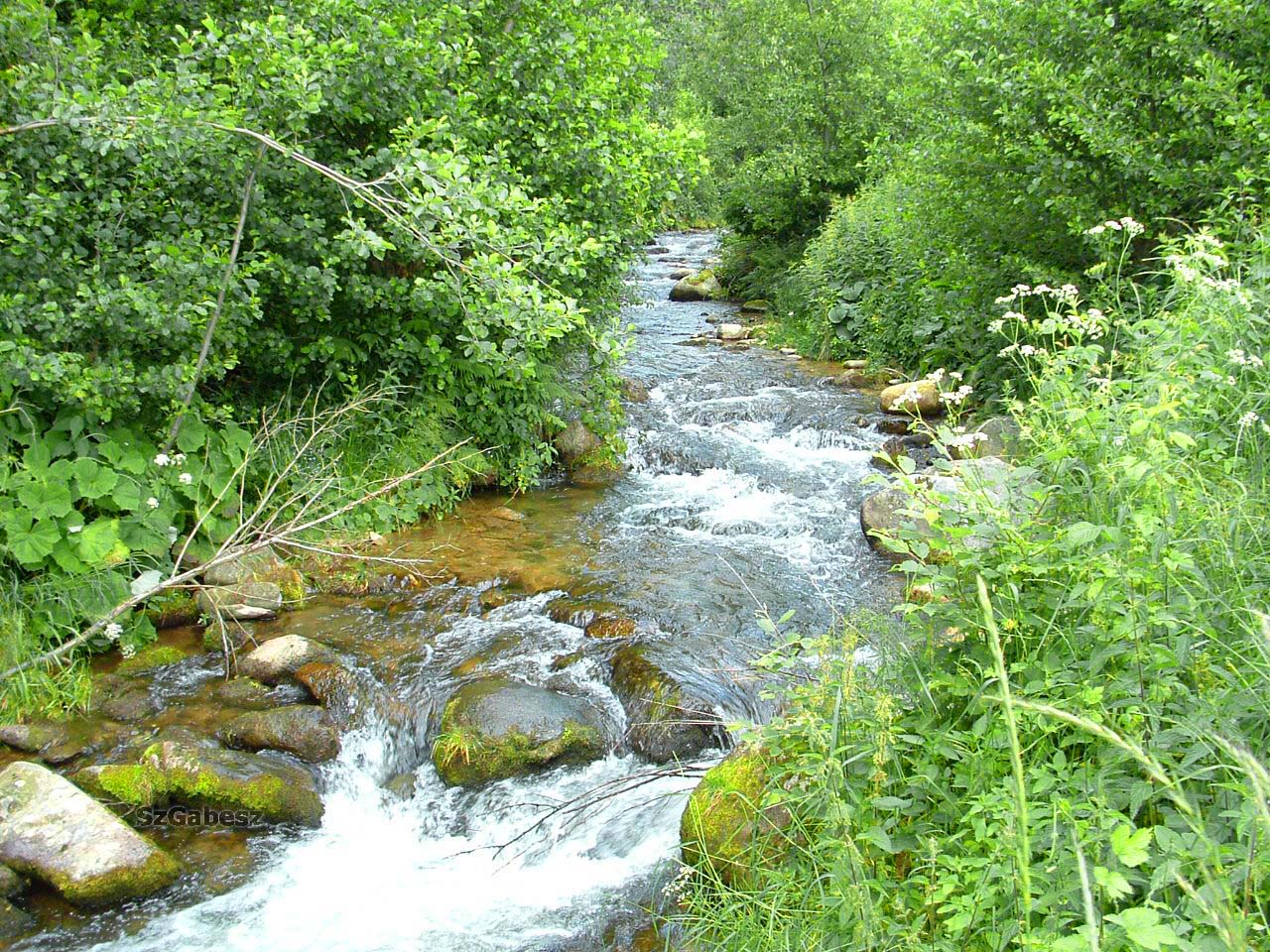
A Sajó felső szakasza Szlovákiában
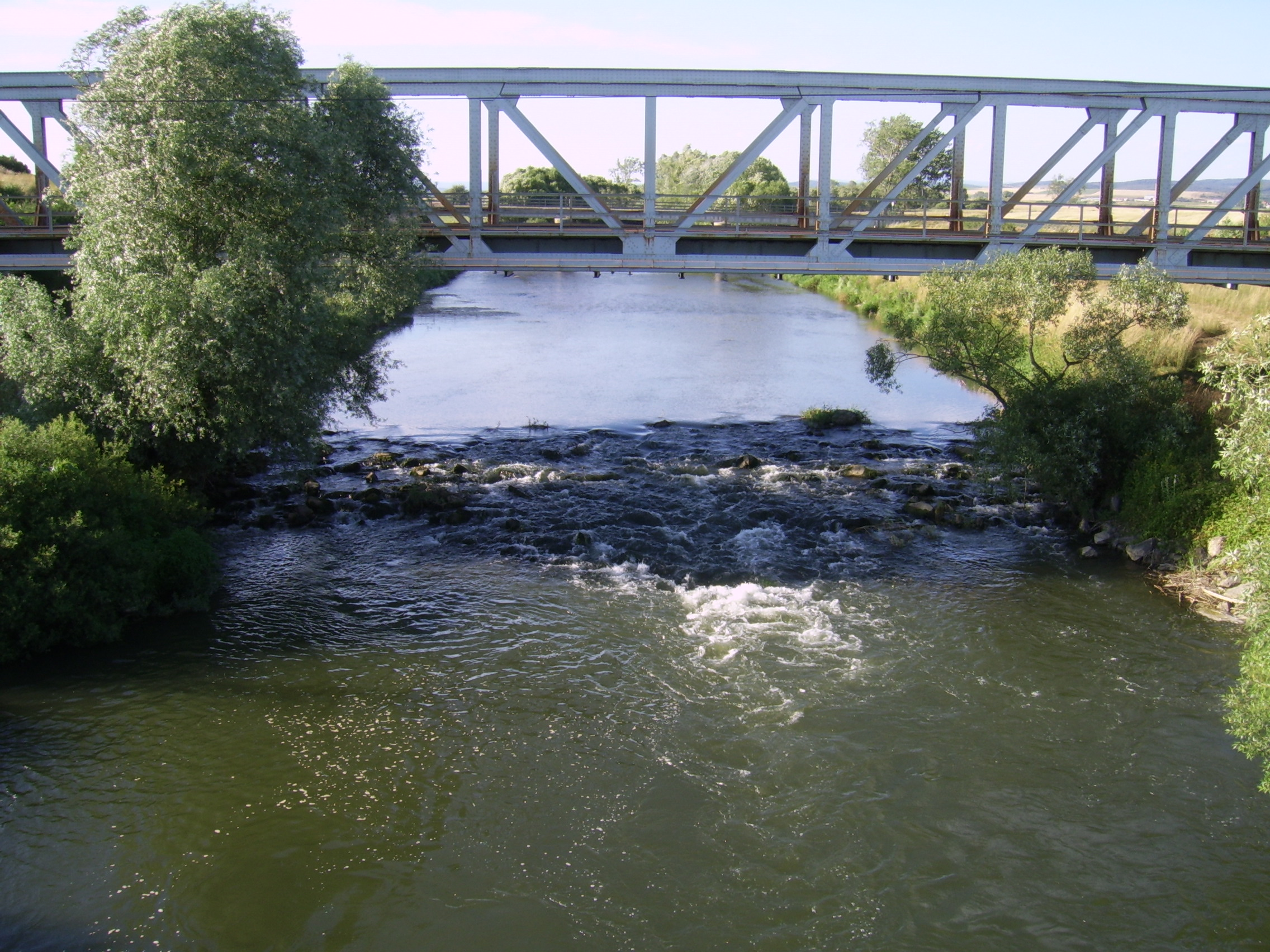
Sajólénártfalvánál
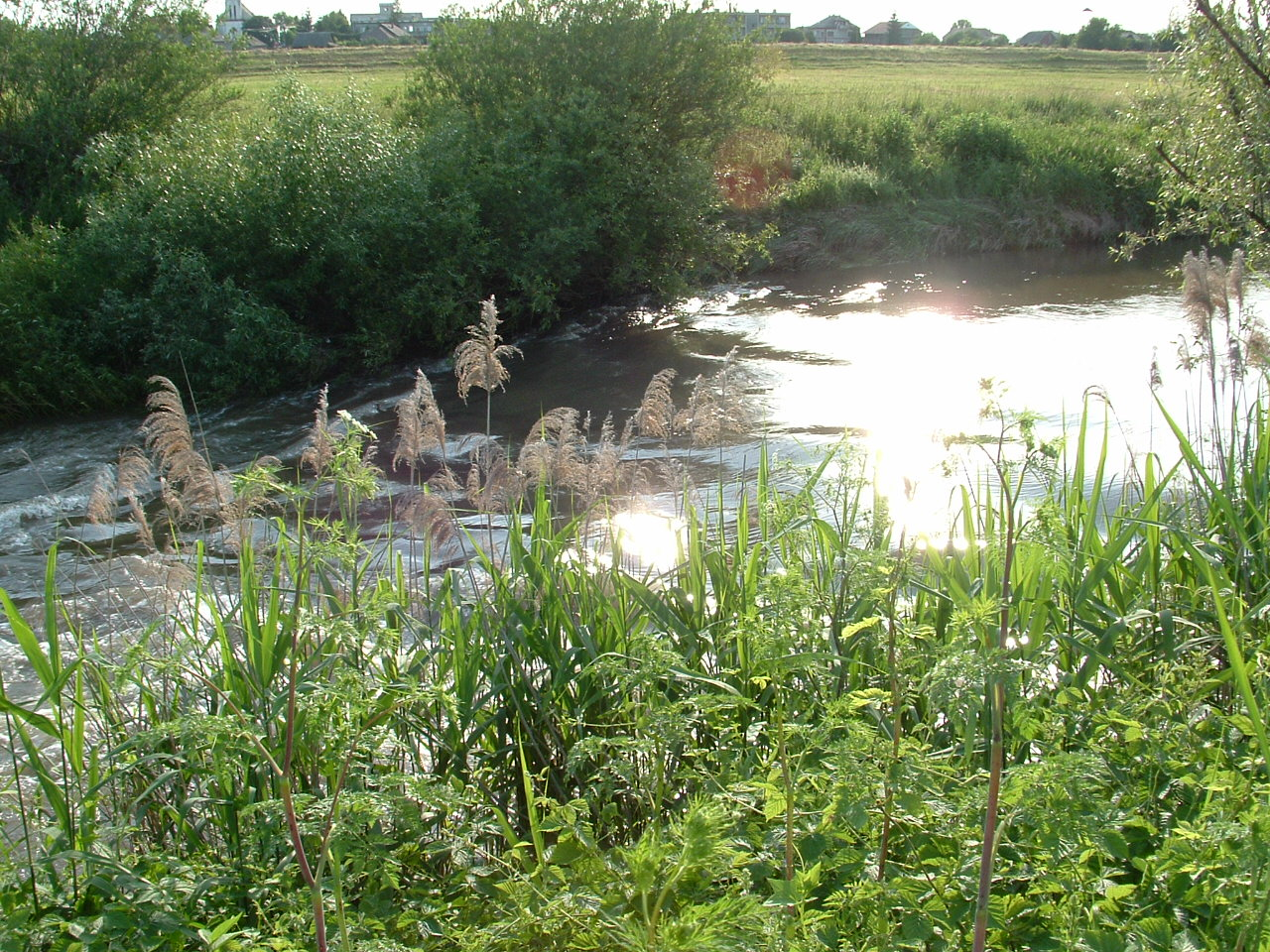
A Sajó, közvetlenül a Rima torkolata előtt
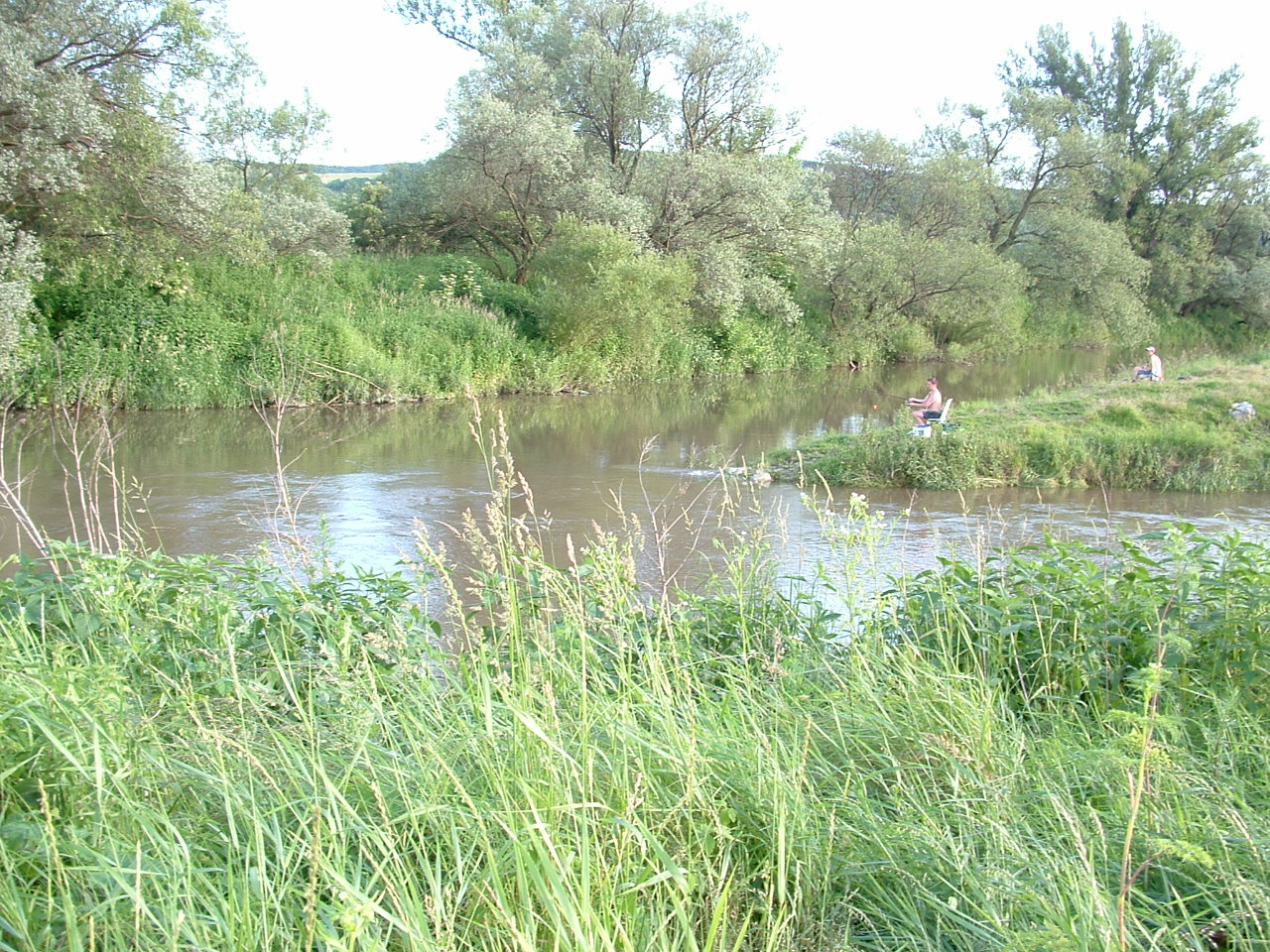
Sajó és Rima, szlovák-magyar határ
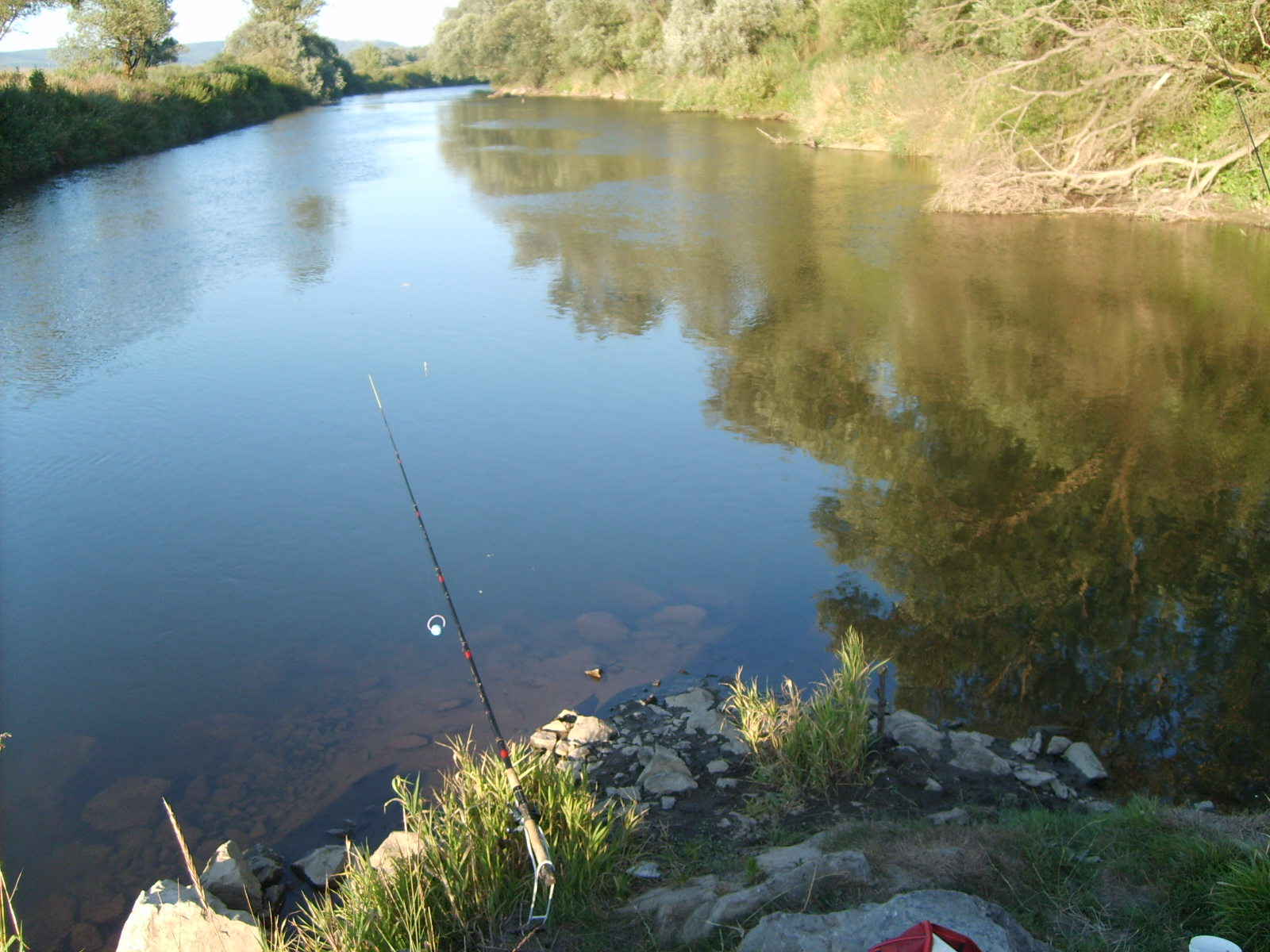
A Sajó és a Rima torkolata Velkenye és Sajópüspöki között nem messze a magyar határtól
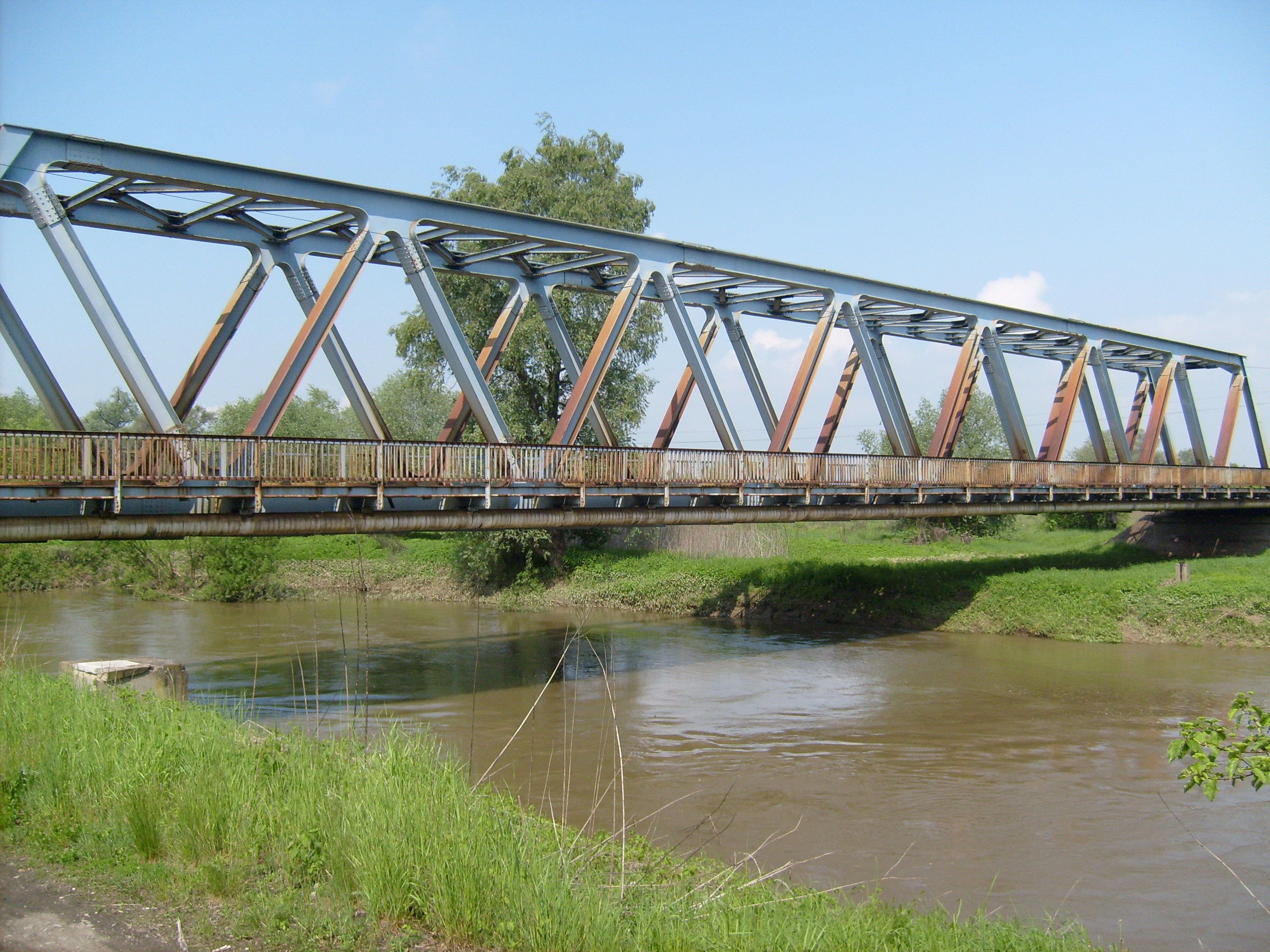
Vasúti összekötő híd a Sajón Sajónémeti és Bánréve között
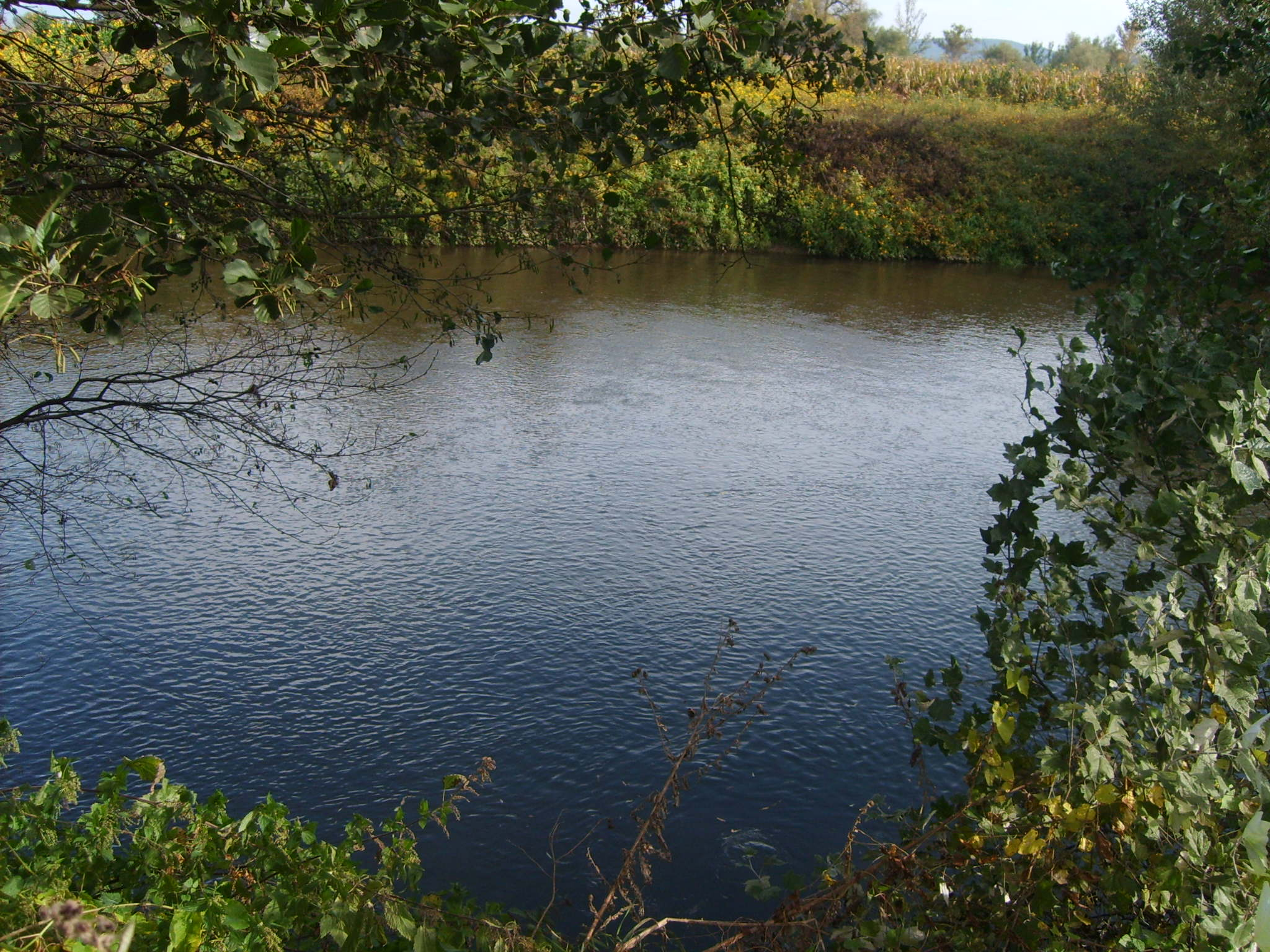
A Bánrévei Vízmű alatti folyószakasz
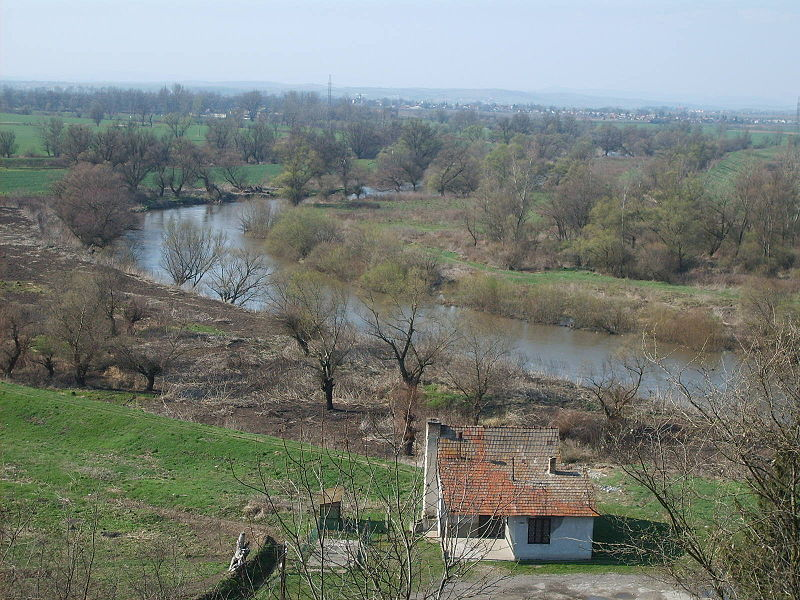
Sajónémeti előtt
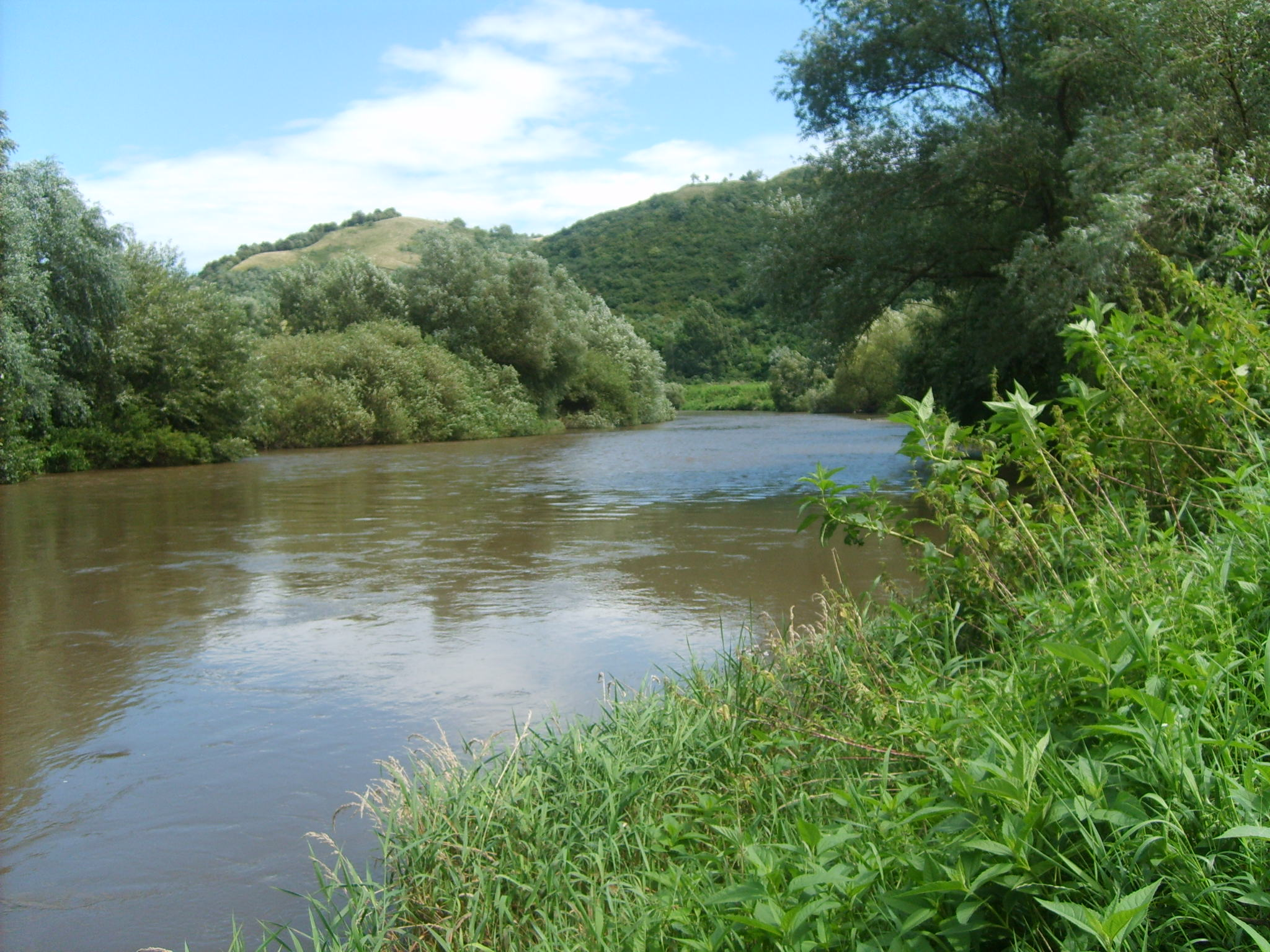
Sajónémetinél
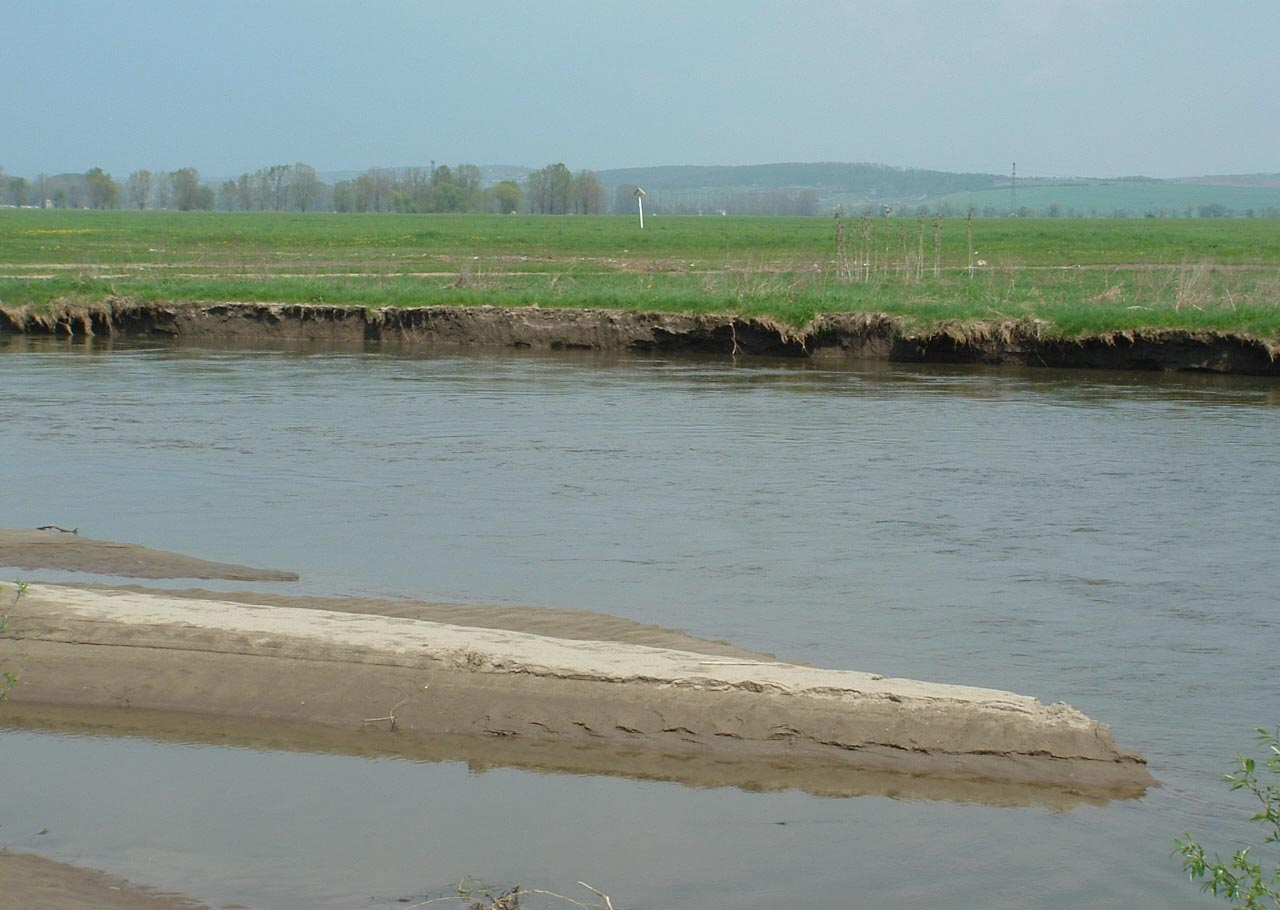
A Sajó Sajószentpéteren
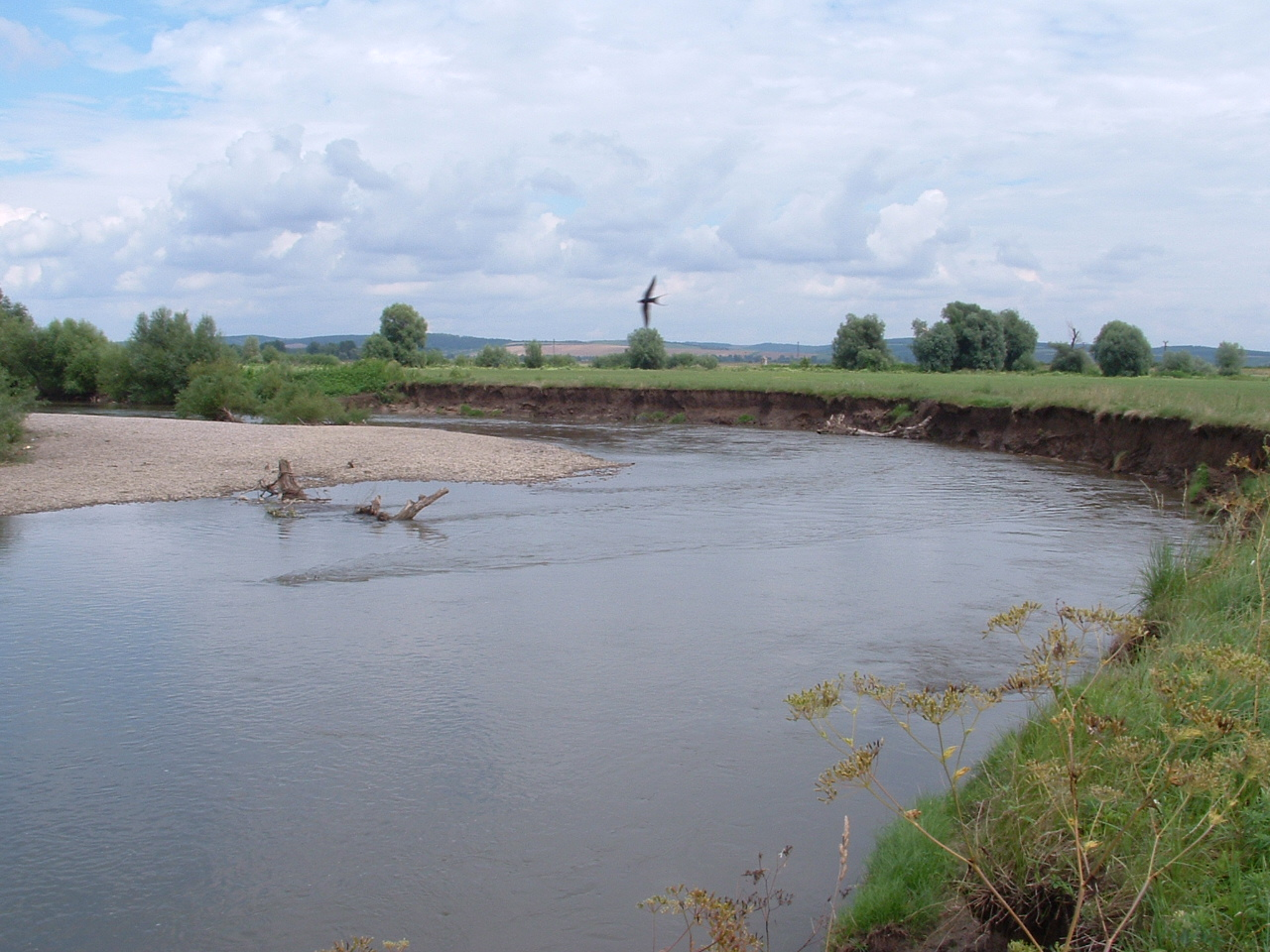
Sajószentpéteren
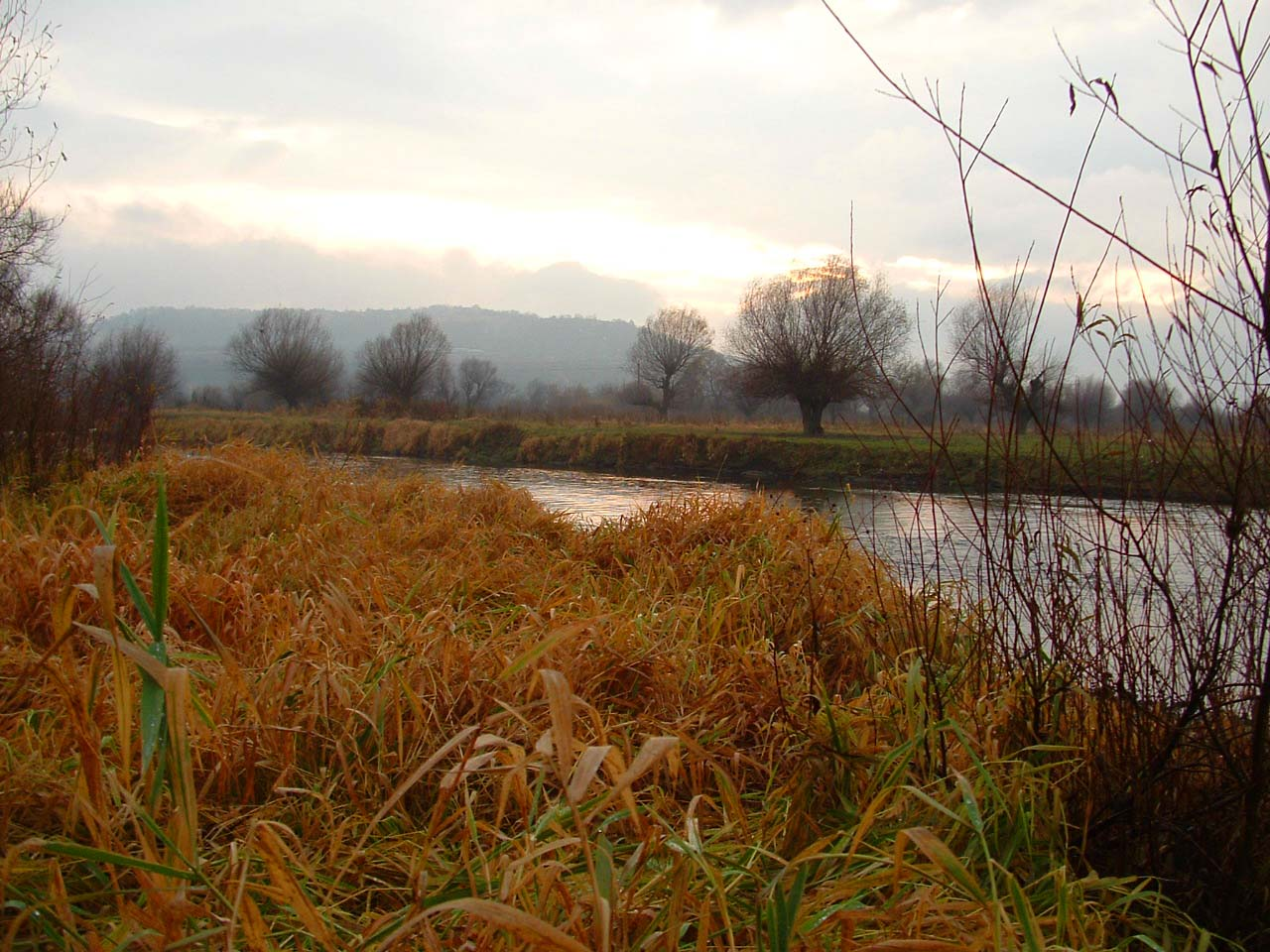
Sajószentpéteren
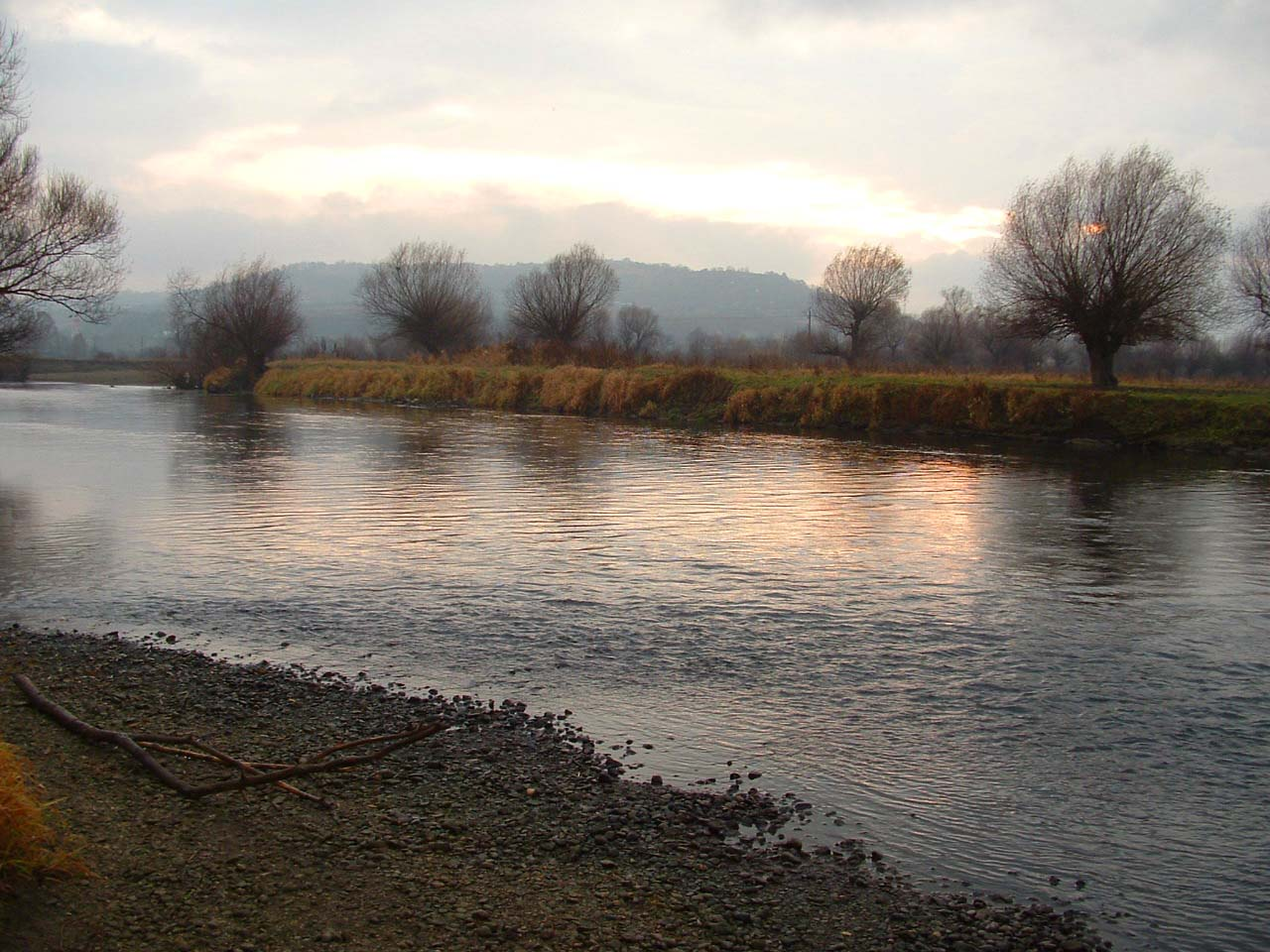
Sajószentpéteren
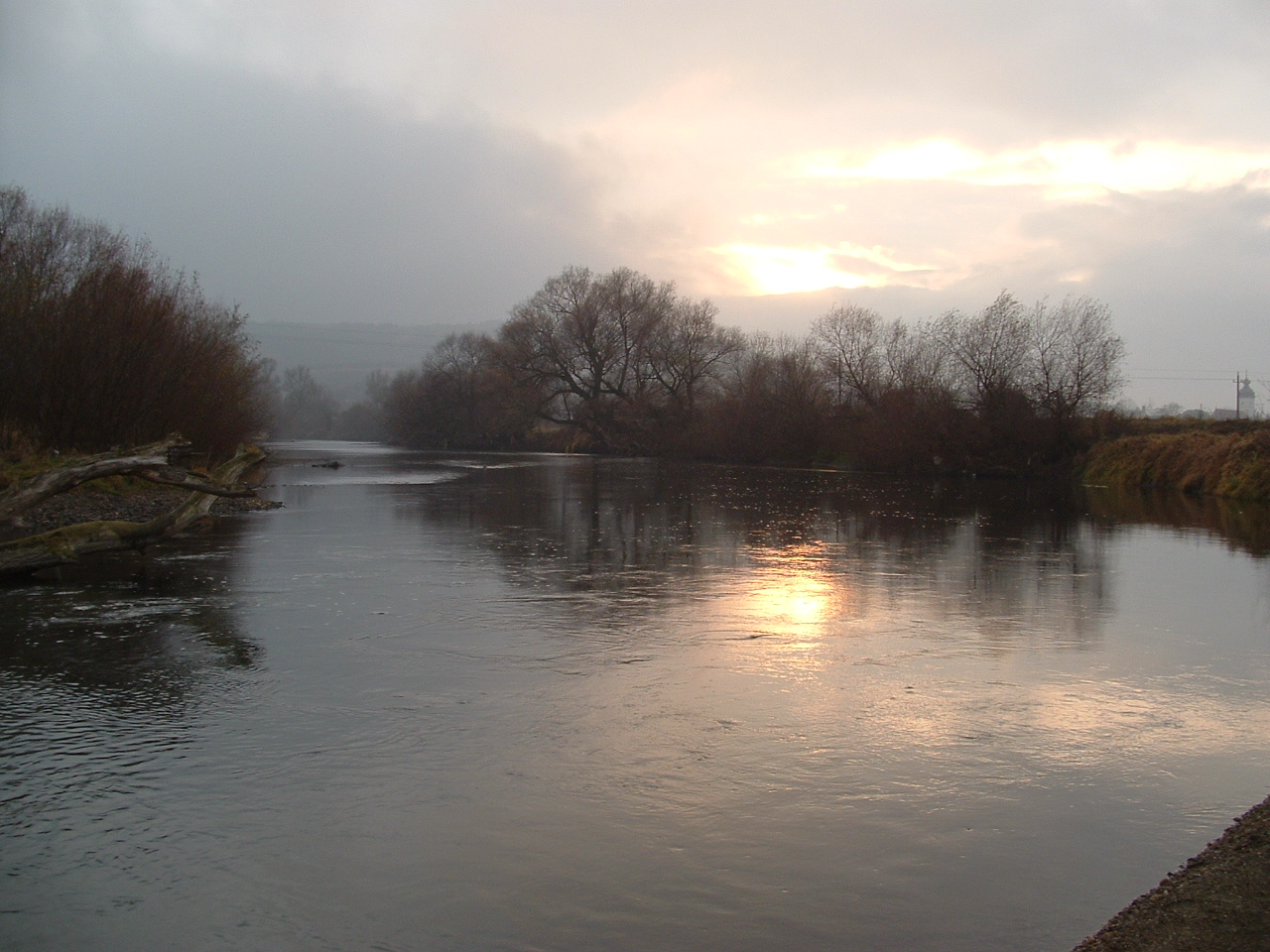
Sajószentpéteren
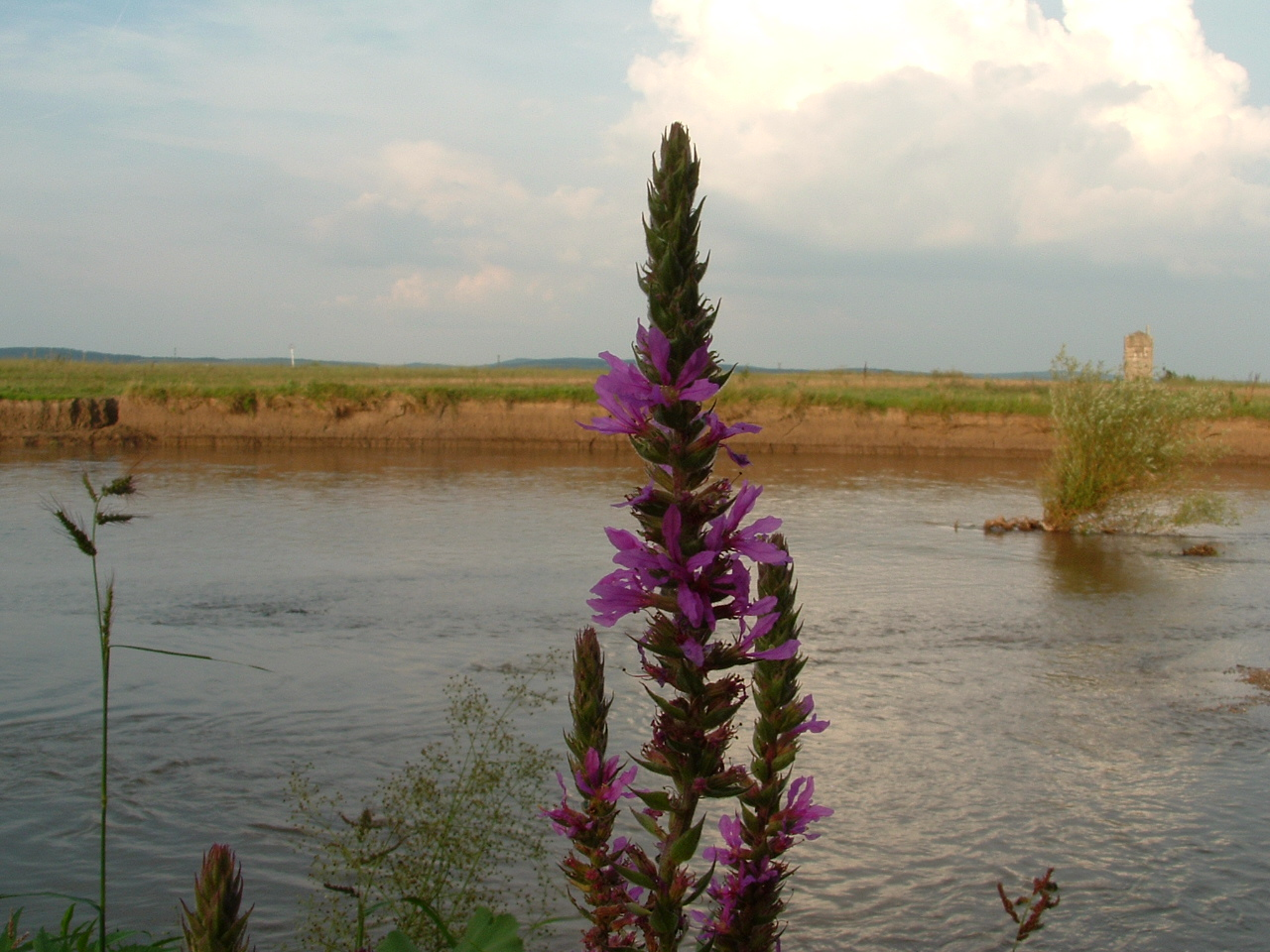
Sajó-part, Sajószentpéter
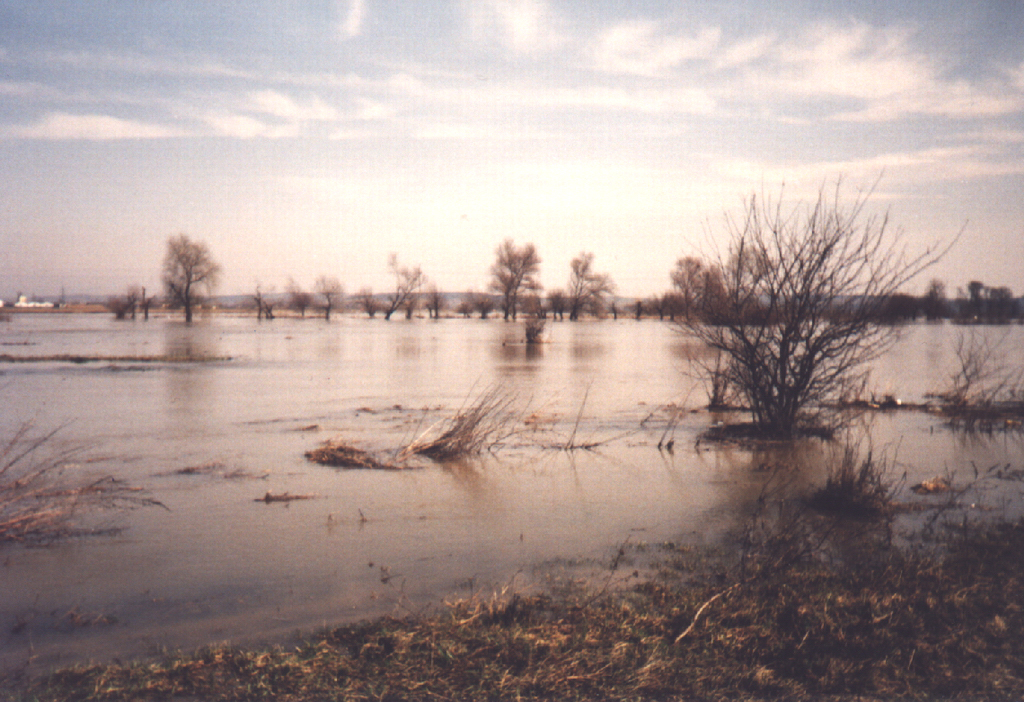
Tavaszi ár a Sajón, Sajószentpéternél
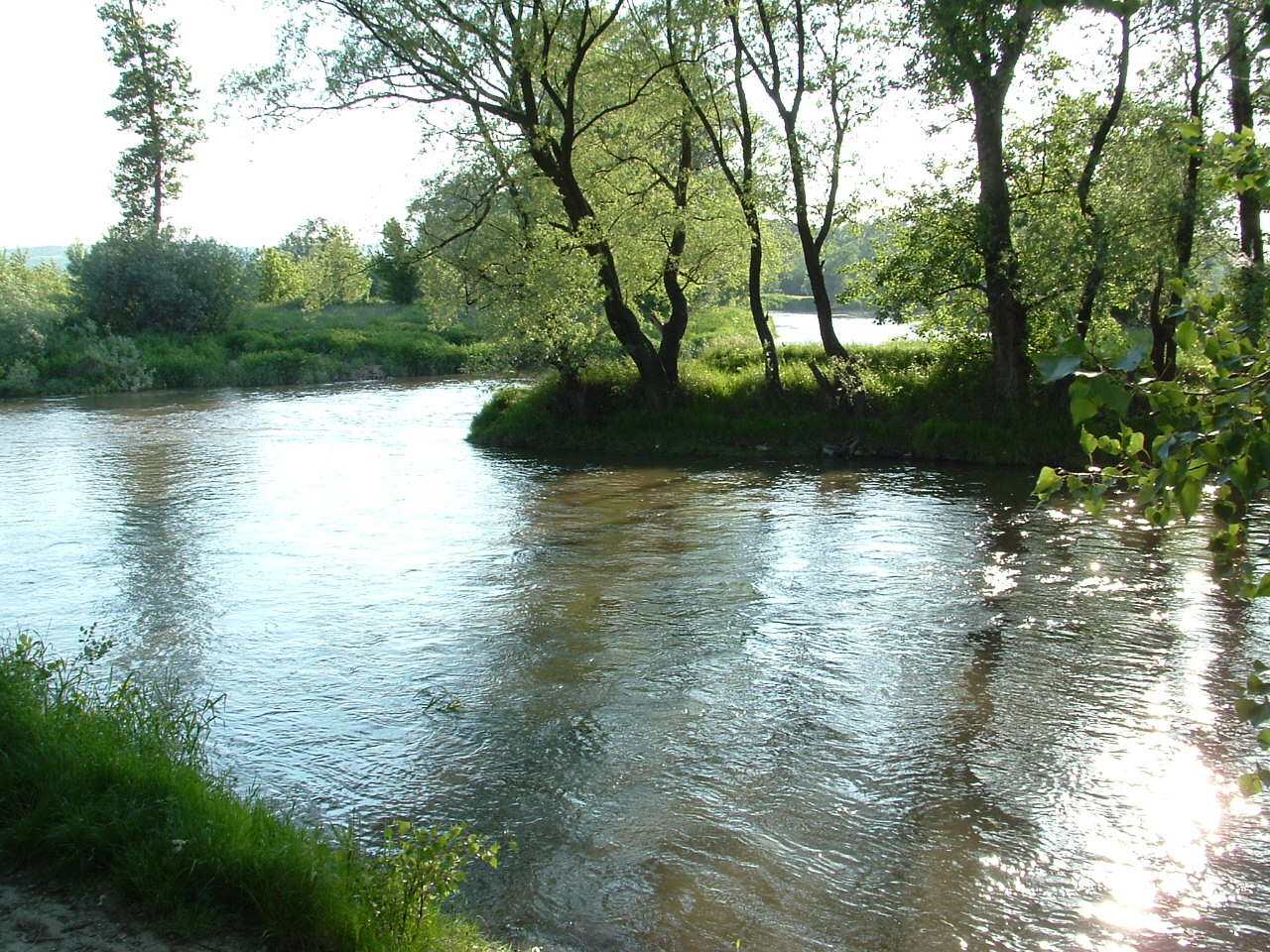
A Bódva betorkolása a Sajóba Boldvánál
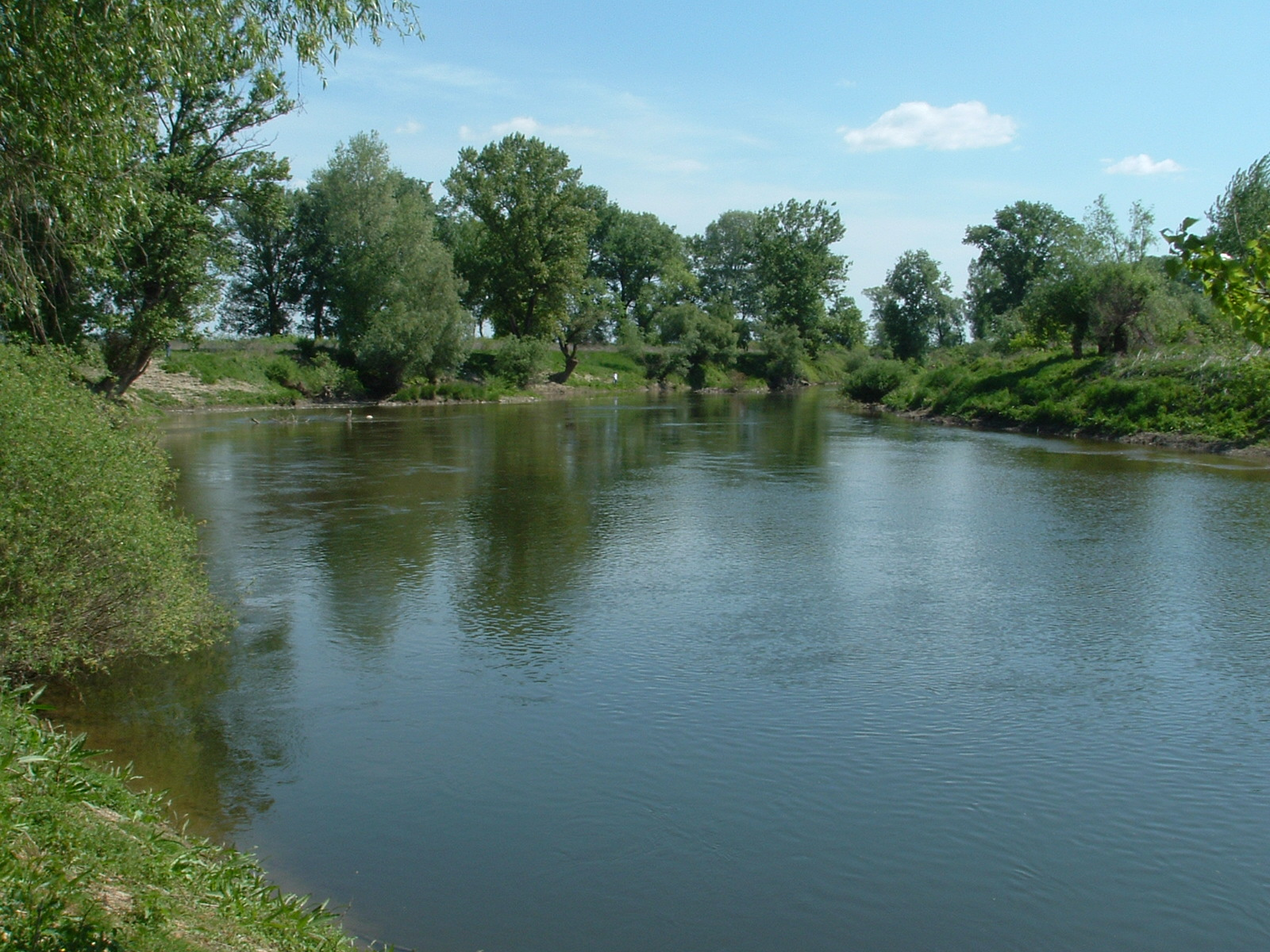
A Sajó Kesznyétennél
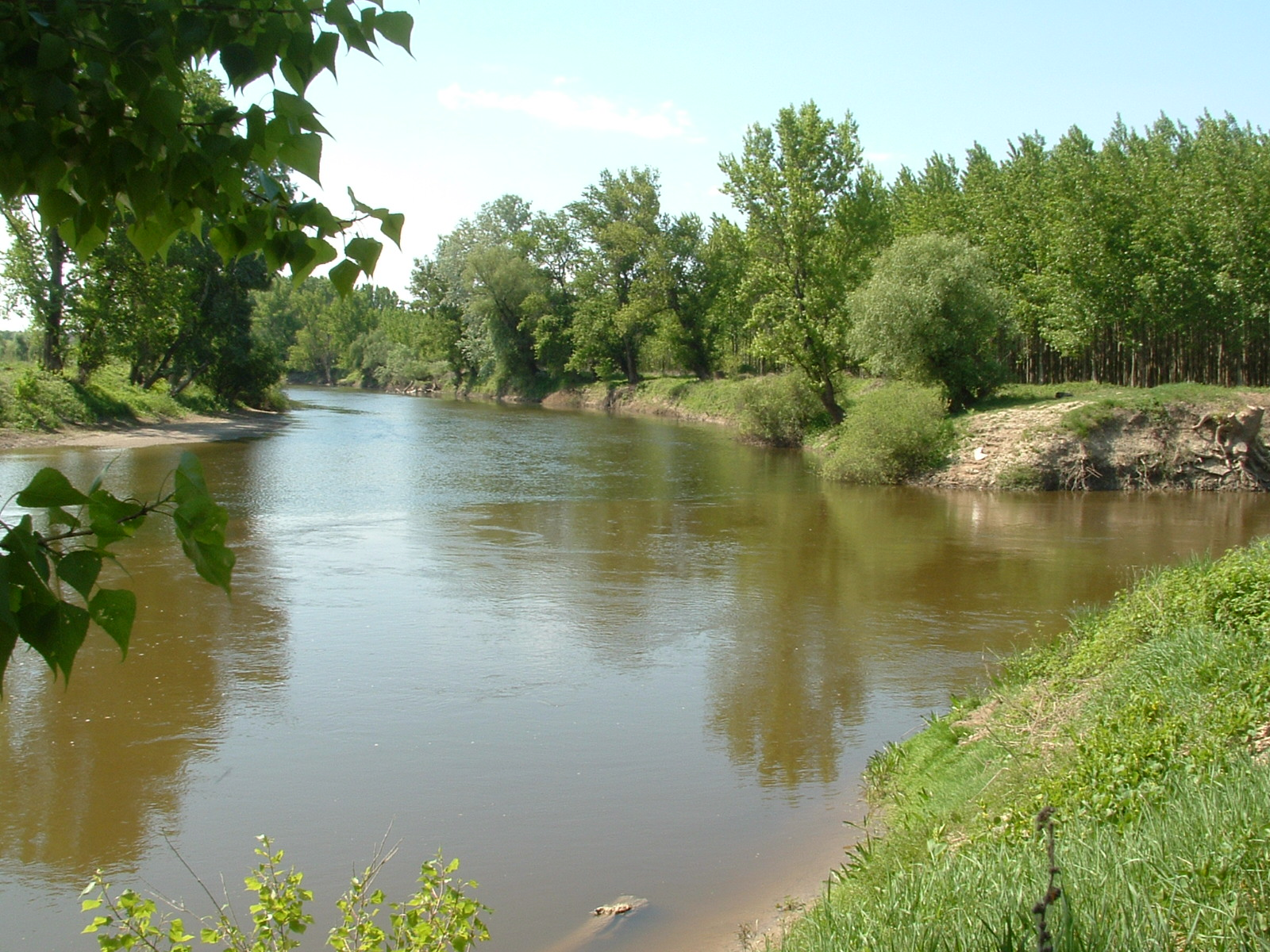
A Hernád körömi torkolata
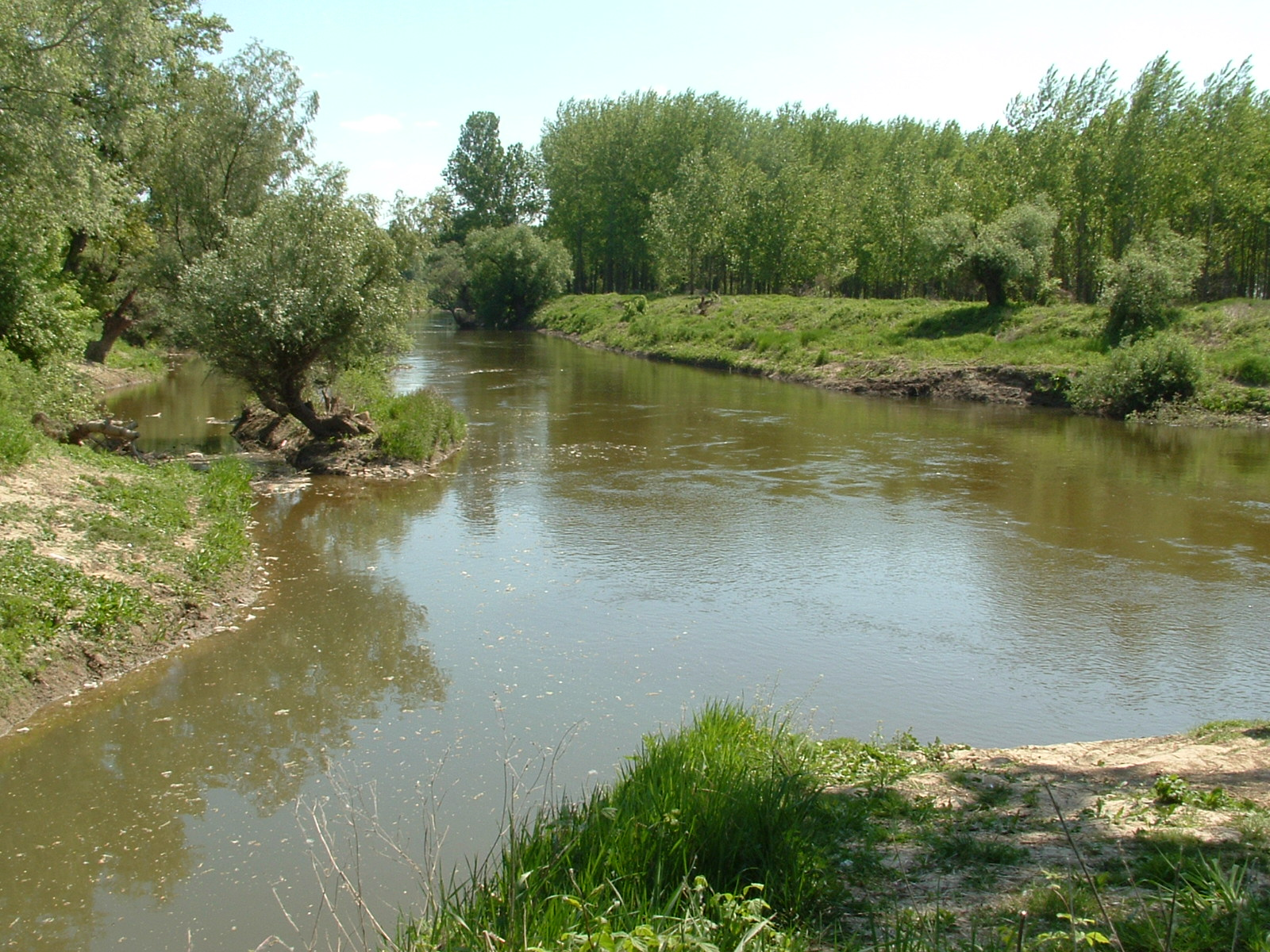
A Takta-csatorna kesznyéteni torkolata
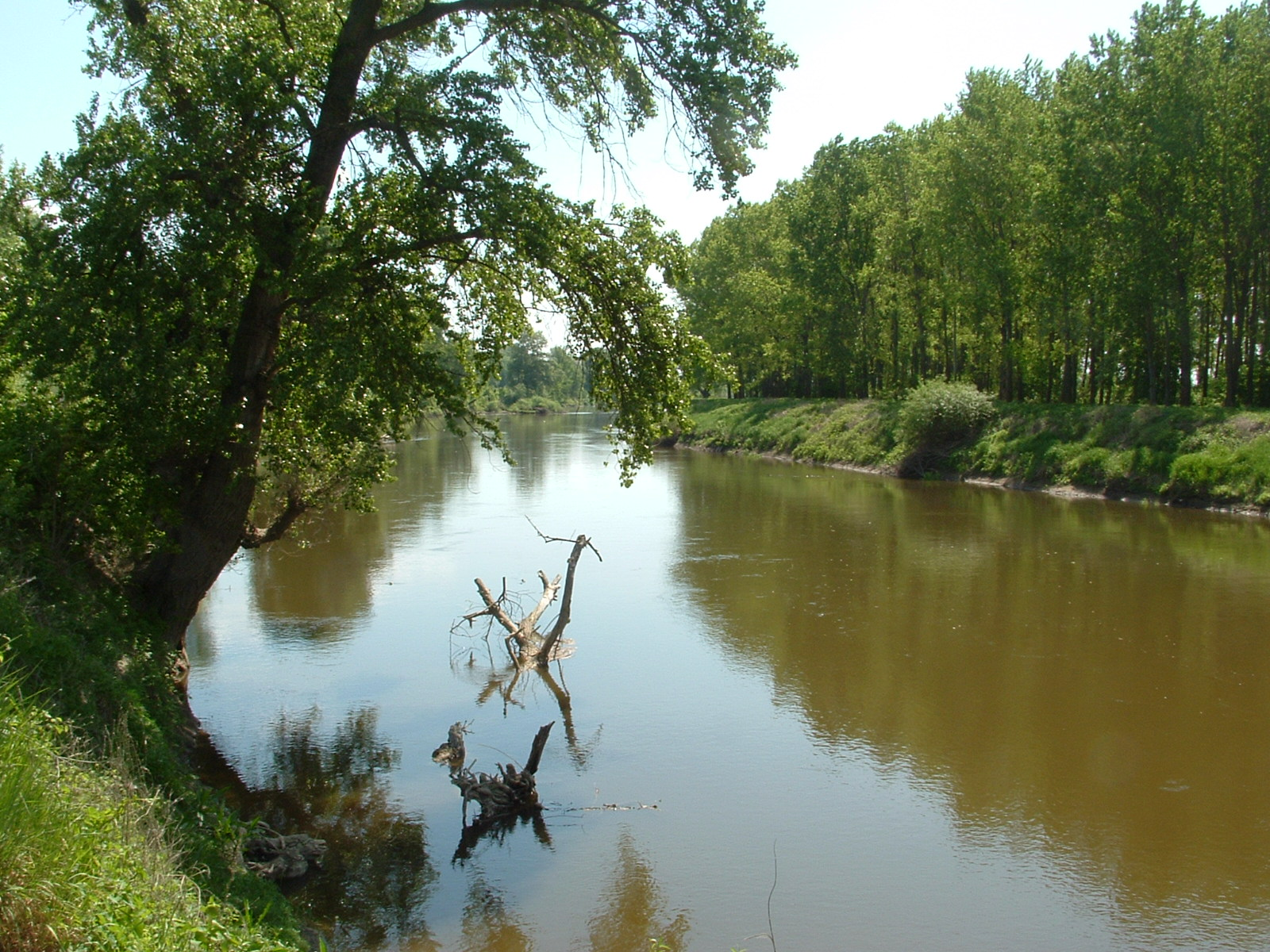
A Sajó Kesznyétennél
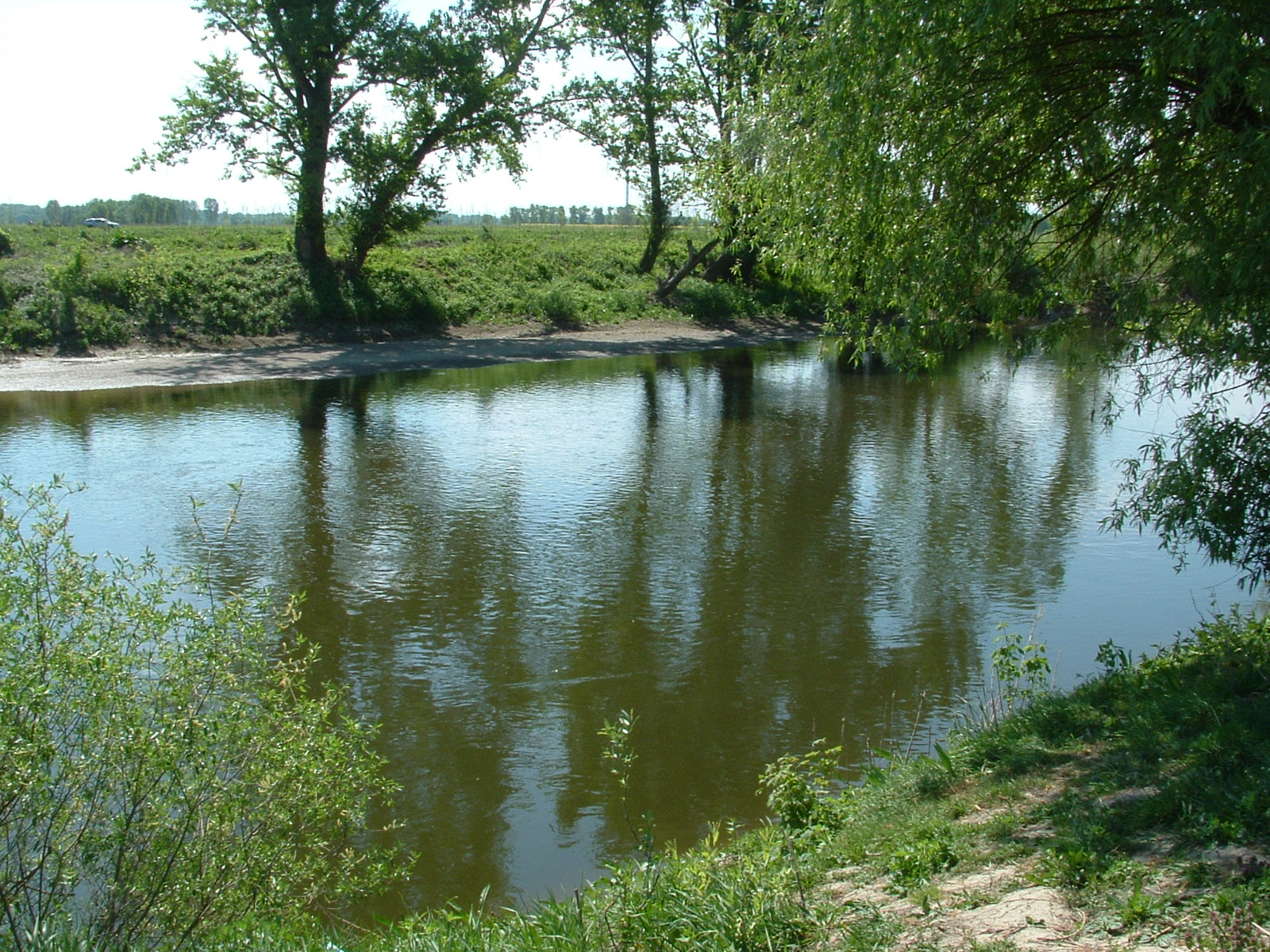
A Sajó Kesznyétennél
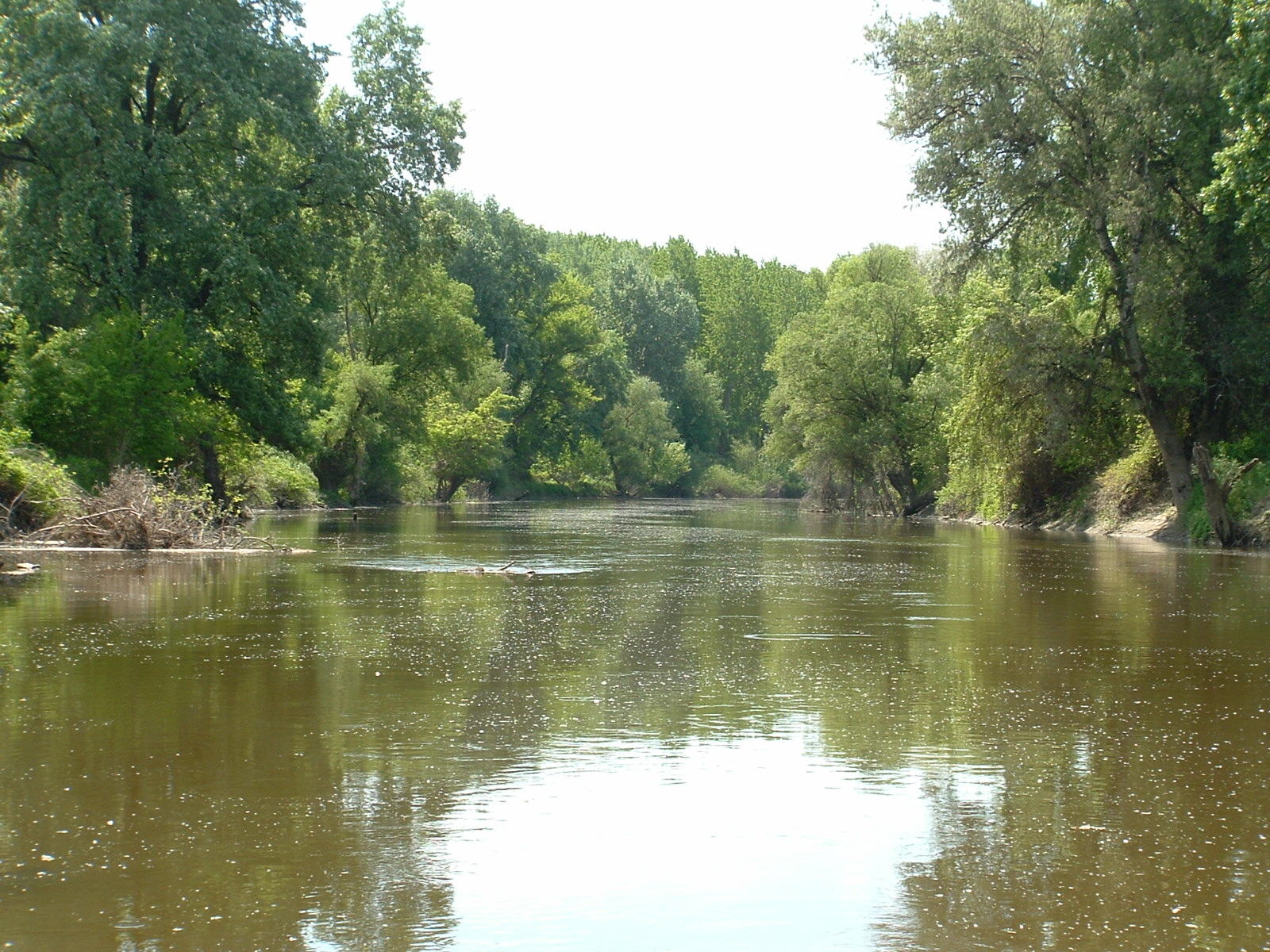
Kesznyétennél…
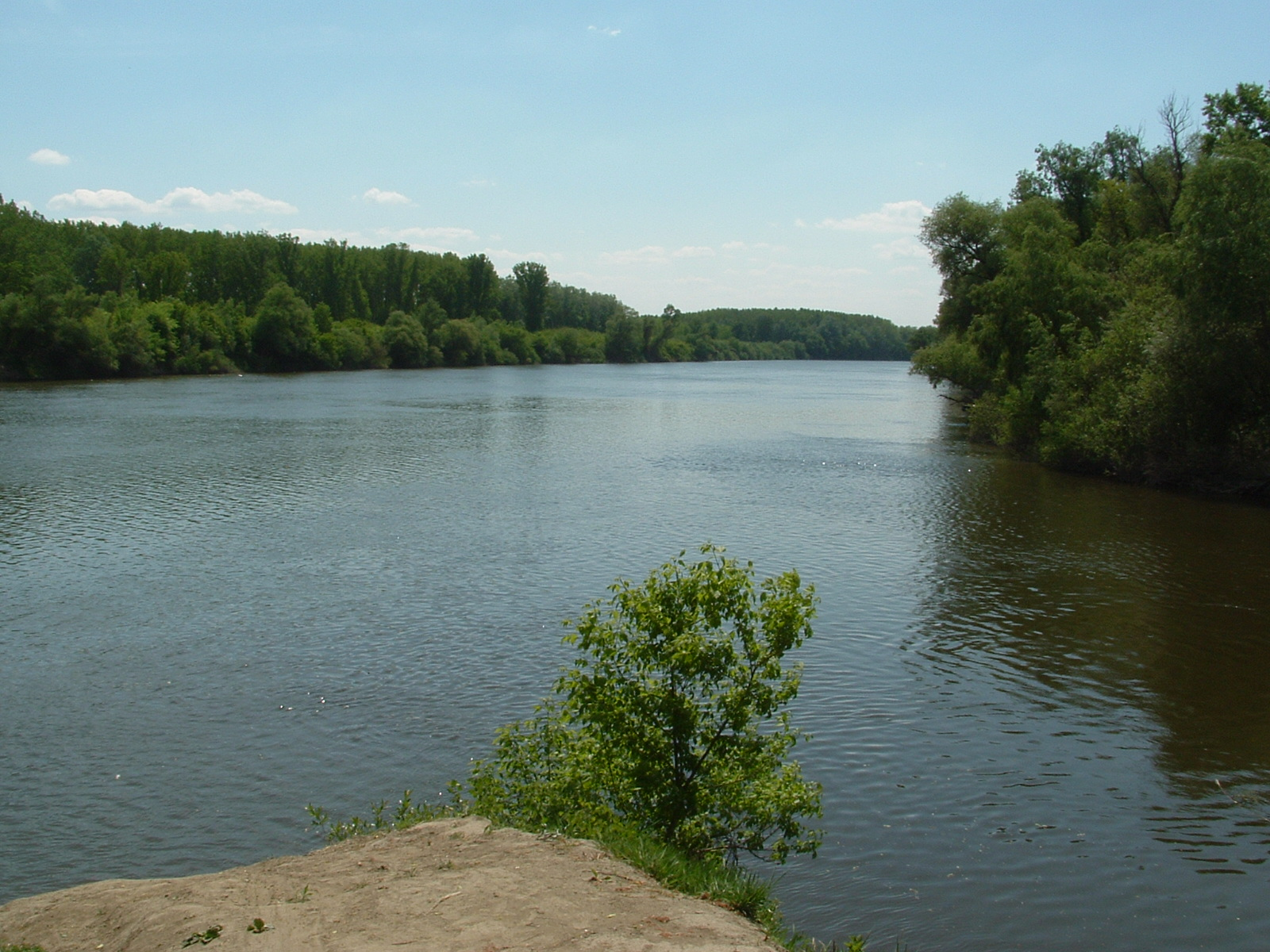
A Sajó beletorkollik a Tiszába, Tiszaújvárosnál az erőmű fellett